# Lista dzieł Ludwiga van Beethovena

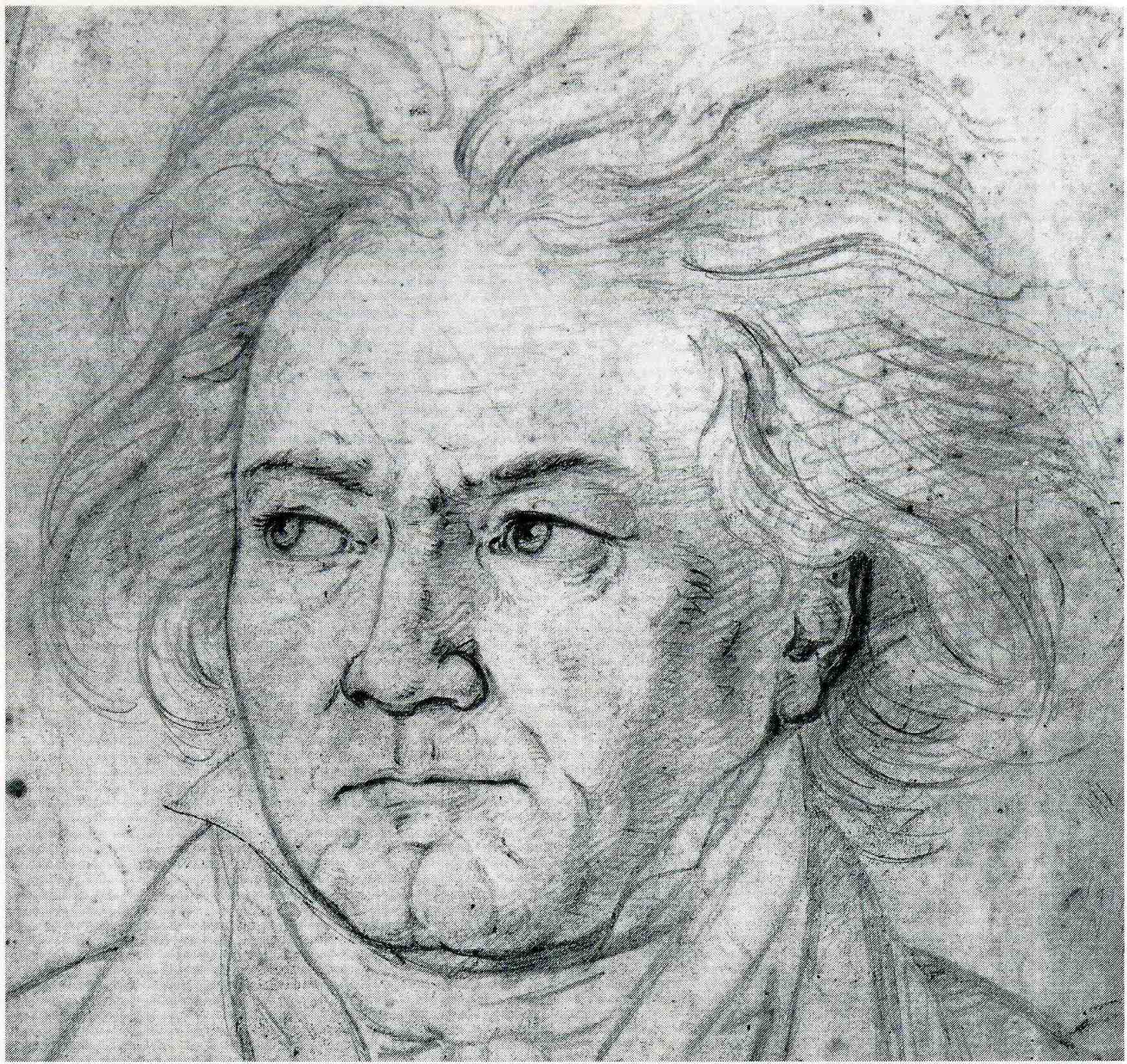
Beethoven w 1818 r., rysunek Augusta von Kloebera

Poniżej znajduje się spis utworów muzycznych Ludwiga van Beethovena (1770–1827), uporządkowanych według gatunku. Ponadto, zamieszczona jest tu również lista bardziej znanych dzieł kompozytora, uszeregowanych pod względem numeru katalogowego. W nawiasach podano daty powstania lub publikacji.
Najczęstszymi sposobami numeracji dzieł Beethovena są: numeracja opusowa (skrót "op."), stosowana przez wydawców kompozytora za jego życia, oraz numeracja według gatunku. Dla przykładu, dwudziestą czwartą opublikowaną sonatę fortepianową Beethovena, wydaną jako op. 78, nazywa się "Sonatą fortepianową nr 24 Beethovena" lub też "Sonatą fortepianową op. 78 Beethovena" (co więcej, niekiedy, gdy utwór jako jedyny spośród dzieł danego gatunku w dorobku kompozytora utrzymany jest w danej tonacji, nazywa się go także według niej – tak jak i w tym przypadku: "Sonata fortepianowa Fis-dur Beethovena").
Jeśli chodzi o utwory nieopublikowane, zdecydowanej większości z nich przypisano numery bądź "WoO", bądź "Anh". Na przykład drobny utwór fortepianowy znany jako "Dla Elizy" nosi właściwą nazwę "Bagatela a-moll WoO 59".
Niektóre dzieła mają przydomki, jak np. III Symfonia Es-dur op. 55 "Eroica" albo Sonata fortepianowa nr 14 cis-moll op. 27 nr 2 "Księżycowa".

## Spis utworów według gatunku

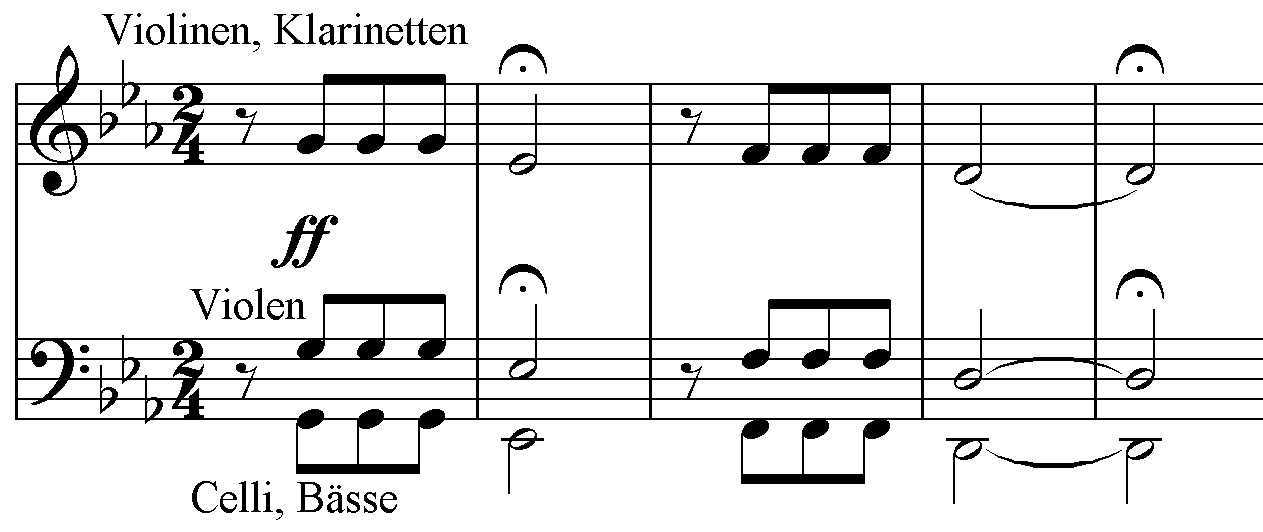
Początek V symfonii c-moll

### Utwory na orkiestrę
Beethoven stworzył w swoim życiu dziewięć symfonii, dziewięć koncertów i inne kompozycje na orkiestrę, od uwertur do różnego rodzaju muzyki okolicznościowej. Z koncertów szeroko znanych jest siedem (jeden skrzypcowy, pięć fortepianowych, jeden tzw. "Potrójny" na skrzypce, wiolonczelę i fortepian); pozostałe dwa to: nieopublikowany, bardzo wczesny (koncert fortepianowy Es-dur WoO 4 oraz fortepianowa aranżacja Koncertu skrzypcowego op. 61 (oznaczana jako op. 61a).

#### Symfonie
- op. 21: I symfonia C-dur (skomponowana 1799–1800, premiera 1800).
- op. 36: II symfonia D-dur (skomponowana 1801–02, premiera 1803).
- op. 55: III symfonia Es-dur "Eroica" (skomponowana 1803, premiera 1804).
- op. 60: IV symfonia B-dur (skomponowana 1806, premiera 1807).
- op. 67: V symfonia c-moll (skomponowana 1805–08, premiera 1808).
- op. 68: VI symfonia F-dur "Pastoralna" (skomponowana 1805–08, premiera 1808).
- op. 92: VII symfonia A-dur (skomponowana 1811–12, premiera 1813).
- op. 93: VIII symfonia F-dur (skomponowana 1811–12, premiera 1814).
- op. 125: IX symfonia d-moll (skomponowana 1817–24, premiera 1824).

Beethoven w ostatnim roku życia rozpoczął także pisanie swojej Dziesiątej symfonii; w 1990 r. muzykolog Barry Cooper sporządził ze szkiców do niej część Andante – Allegro – Andante, która jest próbą rekonstrukcji I części niepowstałego dzieła.

#### Koncerty
- WoO 4: Koncert fortepianowy Es-dur (1784).
- op. 15: I koncert fortepianowy C-dur (1795).
- op. 19: II koncert fortepianowy B-dur (przed 1793).
- op. 37: III koncert fortepianowy c-moll (1803).
- op. 56: tzw. Koncert potrójny C-dur na skrzypce, wiolonczelę i fortepian (1805).
- op. 58: IV koncert fortepianowy G-dur (1807).
- op. 61: Koncert skrzypcowy D-dur (1806).
- op. 61a: aranżacja op. 61 na fortepian (czasem określana jako "VI koncert fortepianowy Beethovena").
- op. 73: V koncert fortepianowy Es-dur Cesarski (1809).
- Hess 15: "VI koncert fortepianowy" D-dur (Beethoven zarzucił jego tworzenie – rekonstrukcji części I dokonał Nicholas Cook)[1] (1815).

#### Inne utwory na instrument solo i orkiestrę

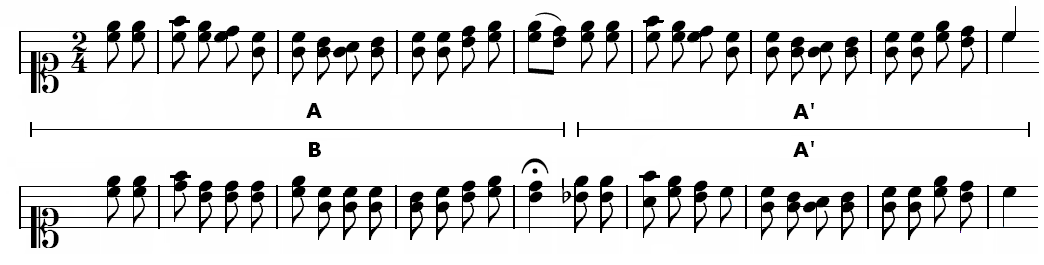
Temat Fantazji op. 80, bardzo zbliżony do późniejszego tematu Ody do radości

- WoO 6: Rondo B-dur na fortepian i orkiestrę (1795).
- op. 40: Romans G-dur na skrzypce i orkiestrę (1802).
- op. 50: Romans F-dur na skrzypce i orkiestrę (1798).
- op. 80: Fantazja c-moll na fortepian, chór, cztery głosy solo i orkiestrę (1808).

#### Uwertury i muzyka okolicznościowa
- op. 43: Twory Prometeusza, uwertura i muzyka do baletu (1801).
- op. 62: uwertura Coriolan (1807).
- uwertury skomponowane do opery Fidelio op. 72:
  - op. 72: uwertura Fidelio (1814).
  - op. 72a: uwertura Leonora (tzw. "Leonora II") (1805).
  - op. 72b: uwertura Leonora (tzw. "Leonora III") (1806).
  - op. 138: uwertura Leonora (tzw. "Leonora I") (1807).
- op. 84: Egmont, uwertura i muzyka do dramatu J.W. Goethego (1810).
- op. 91: Zwycięstwo Wellingtona, czyli bitwa pod Vittorią (tzw. "symfonia Bitewna") (1813).
- op. 113: Ruiny Aten (Die Ruinen von Athen), uwertura i muzyka do dramatu (1811).
- op. 117: Król Stefan (König Stephan), uwertura i muzyka do dramatu (1811).
- op. 115: uwertura Imieninowa (Namensfeier) (1815).
- op. 124: Uwertura Poświęcenie domu (Die Weihe des Hauses) (1822).

### Muzyka kameralna
Beethoven napisał szesnaście kwartetów smyczkowych i liczne inne utwory kameralne: tria fortepianowe, tria smyczkowe, sonaty na fortepian i skrzypce oraz fortepian i wiolonczelę, a także utwory z udziałem instrumentów dętych.

#### Tria

##### Tria fortepianowe
- op. 1: Trzy tria fortepianowe (1795):
  - nr 1: Trio fortepianowe nr 1 Es-dur;
  - nr 2: Trio fortepianowe nr 2 G-dur;
  - nr 3: Trio fortepianowe nr 3 c-moll.

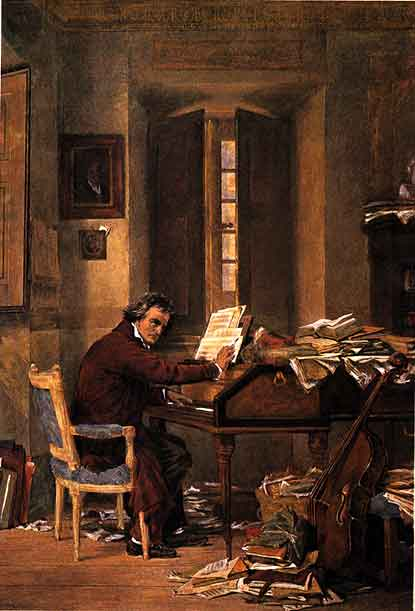
Beethoven podczas pracy

- op. 11: Trio fortepianowe nr 4 B-dur tzw. Gassenhauer (1797, wersja ze skrzypcami zamiast klarnetu).
- op. 70: Dwa tria fortepianowe (1808):
  - nr 1: Trio fortepianowe nr 5 D-dur tzw. Duch (Geistertrio);
  - nr 2: Trio fortepianowe nr 6 Es-dur.
- op. 97: Trio fortepianowe nr 7 B-dur tzw. Arcyksiążęce (1811).

##### Kwartety fortepianowe
- op. 16/b: Kwartet fortepianowy Es-dur (1797) (aranżacja Kwintetu na fortepian i instrumenty dęte op. 16).

##### Tria smyczkowe
- op. 3: Trio smyczkowe nr 1 Es-dur (1794).
- op. 8: Serenada na skrzypce, altówkę i wiolonczelę D-dur (Trio smyczkowe nr 2) (1797).
- op. 9: Trzy tria smyczkowe (1798):
  - nr 1: Trio smyczkowe nr 3 G-dur;
  - nr 2: Trio smyczkowe nr 4 D-dur;
  - nr 3: Trio smyczkowe nr 5 c-moll.

#### Kwartety smyczkowe

##### Wczesne
- op. 18: 6 kwartetów smyczkowych:
  - nr 1: Kwartet smyczkowy nr 1 F-dur (1799);
  - nr 2: Kwartet smyczkowy nr 2 G-dur (1799);
  - nr 3: Kwartet smyczkowy nr 3 D-dur (1798/99);
  - nr 4: Kwartet smyczkowy nr 4 c-moll (1799);
  - nr 5: Kwartet smyczkowy nr 5 A-dur (1799);
  - nr 6: Kwartet smyczkowy nr 6 B-dur (1800).

##### Środkowe
- op. 59: Trzy kwartety smyczkowe, tzw. Kwartety Razumowskiego (1806):
  - nr 1: Kwartet smyczkowy nr 7 F-dur;
  - nr 2: Kwartet smyczkowy nr 8 e-moll;
  - nr 3: Kwartet smyczkowy nr 9 C-dur;
- op. 74: Kwartet smyczkowy nr 10 Es-dur tzw. Harfowy (Harfenquartett) (1809).

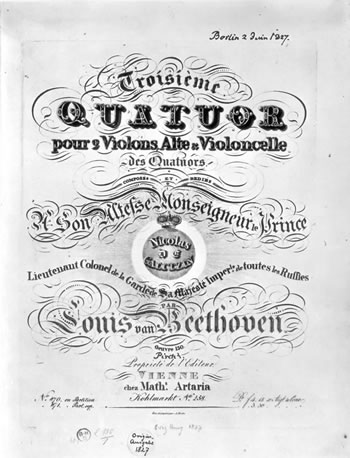
Strona tytułowa Kwartetu op. 130

- op. 95: Kwartet smyczkowy nr 11 f-moll tzw. Quartetto serioso (1810).

##### Późne
- tzw. Kwartety Golicynowskie:
  - op. 127: Kwartet smyczkowy nr 12 Es-dur (1823/24).
  - op. 130: Kwartet smyczkowy nr 13 B-dur (1825).
  - op. 131: Kwartet smyczkowy nr 14 cis-moll (1826).
  - op. 132: Kwartet smyczkowy nr 15 a-moll (1825).
  - op. 133: Wielka Fuga B-dur – początkowo finał op. 130 (1826).
  - op. 135: Kwartet smyczkowy nr 16 F-dur (1826).

#### Kwintety smyczkowe
- op. 4: Kwintet smyczkowy Es-dur (1795).
- op. 29: Kwintet smyczkowy C-dur (1801).
- op. 104: Kwintet smyczkowy c-moll (1817).
- op. 137: Fuga na kwintet smyczkowy D-dur (1817).

#### Muzyka kameralna z udziałem instrumentów dętych
- op. 11: Trio na fortepian, klarnet i wiolonczelę B-dur tzw. Gassenhauer (1797, wersja ze skrzypcami zamiast klarnetu wspomniana została jako Trio fortepianowe nr 4).
- op. 16: Kwintet na fortepian i instrumenty dęte Es-dur (1796, później aranżowany na kwartet fortepianowy).
- op. 20: Septet na klarnet, róg, fagot, skrzypce, altówkę, wiolonczelę i kontrabas Es-dur (1799).
- op. 38: Trio na fortepian, klarnet (lub skrzypce) i wiolonczelę Es-dur (1803, aranżacja Septetu op. 20).
- op. 71: Sekstet na 2 klarnety, 2 rogi i 2 fagoty Es-dur (1796).
- op. 81b: Sekstet na 2 rogi i kwartet smyczkowy.
- op. 87: Trio na 2 oboje i rożek angielski C-dur (1795).
- op. 103: Oktet na 2 oboje, 2 klarnety, 2 rogi i 2 fagoty Es-dur (1792).
- op. 105: 6 zestawów wariacji na fortepian i flet (1819).
- op. 107: 10 zestawów wariacji na fortepian i flet (1820).

#### Sonaty na instrument solowy z fortepianem

##### Sonaty skrzypcowe
- op. 12: Trzy sonaty skrzypcowe (1798):
  - nr 1: Sonata skrzypcowa nr 1 D-dur;
  - nr 2: Sonata skrzypcowa nr 2 A-dur;
  - nr 3: Sonata skrzypcowa nr 3 Es-dur.
- op. 23: Sonata skrzypcowa nr 4 a-moll (1801).

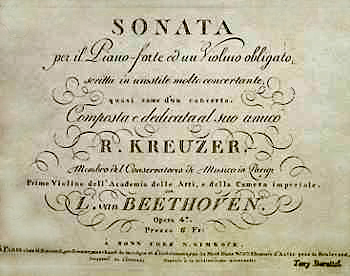
Strona tytułowa sonaty Kreutzerowskiej

- op. 24: Sonata skrzypcowa nr 5 F-dur tzw. Wiosenna (1801).
- op. 30: Trzy sonaty skrzypcowe (1803):
  - nr 1: Sonata skrzypcowa nr 6 A-dur;
  - nr 2: Sonata skrzypcowa nr 7 c-moll;
  - nr 3: Sonata skrzypcowa nr 8 G-dur.
- op. 47: Sonata skrzypcowa nr 9 A-dur tzw. Kreutzerowska (1803).
- op. 96: Sonata skrzypcowa nr 10 G-dur (1812).

##### Sonaty wiolonczelowe
- op. 5: Sonaty wiolonczelowe nr 1 i 2 (1796):
  - nr 1: Sonata wiolonczelowa nr 1 F-dur;
  - nr 2: Sonata wiolonczelowa nr 2 G-dur.
- op. 69: Sonata wiolonczelowa nr 3 A-dur (1808).
- op. 102: Sonaty wiolonczelowe nr 4 i 5 (1815):
  - nr 1: Sonata wiolonczelowa nr 4 C-dur;
  - nr 2: Sonata wiolonczelowa nr 5 D-dur.

##### Sonaty na róg i fortepian
- op. 17: Sonata F-dur na róg i fortepian (1800).

### Utwory na fortepian solo
Poza słynnymi 32 sonatami fortepianowymi, spuścizna Beethovena obejmuje także utworów jednoczęściowych, przede wszystkim ponad dużą liczbę w dużej mierze nieopublikowanych wariacji oraz bagatel, w tym popularne "Dla Elizy".

#### Sonaty fortepianowe
- WoO 47 Sonaty fortepianowe, tzw. Kurfürstensonaten (1783):
  - nr 1: Es-dur;
  - nr 2: f-moll;
  - nr 3: D-dur.
- WoO 50 Dwie części Sonaty (Sonatiny) fortepianowej F-dur (ok.1788/90).
- op. 2: Trzy sonaty fortepianowe (1795):
  - nr 1: Sonata fortepianowa nr 1 f-moll;
  - nr 2: Sonata fortepianowa nr 2 A-dur;
  - nr 3: Sonata fortepianowa nr 3 C-dur.
- op. 7: Sonata fortepianowa nr 4 Es-dur (1797).
- op. 10: Trzy sonaty fortepianowe (1798):
  - nr 1: Sonata fortepianowa nr 5 c-moll;
  - nr 2: Sonata fortepianowa nr 6 F-dur;
  - nr 3: Sonata fortepianowa nr 7 D-dur.
- WoO 51 Sonata (Sonatina) fortepianowa C-dur (fragment) (1791/92?, 1797/98).
- op. 13: Sonata fortepianowa nr 8 c-moll tzw. Patetyczna (1798).
- op. 14: Dwie sonaty fortepianowe (1799):
  - nr 1: Sonata fortepianowa nr 9 E-dur (w 1801 r. zaaranżowana przez kompozytora na Kwartet smyczkowy F-dur H 34);
  - nr 2: Sonata fortepianowa nr 10 G-dur.
- op. 22: Sonata fortepianowa nr 11 B-dur (1800).
- op. 26: Sonata fortepianowa nr 12 As-dur (1801).
- op. 27: Dwie sonaty fortepianowe (1801):
  - nr 1: Sonata fortepianowa nr 13 Es-dur Sonata quasi una fantasia;
  - nr 2: Sonata fortepianowa nr 14 cis-moll Sonata quasi una fantasia, tzw. Księżycowa.
- op. 28: Sonata fortepianowa nr 15 D-dur tzw. Pastoralna (1801).
- op. 31: Trzy sonaty fortepianowe (1802):
  - nr 1: Sonata fortepianowa nr 16 G-dur;
  - nr 2: Sonata fortepianowa nr 17 d-moll tzw. Burza;
  - nr 3: Sonata fortepianowa nr 18 Es-dur.
- op. 49: Dwie sonaty fortepianowe (1792):
  - nr 1: Sonata fortepianowa nr 19 g-moll;
  - nr 2: Sonata fortepianowa nr 20 G-dur.

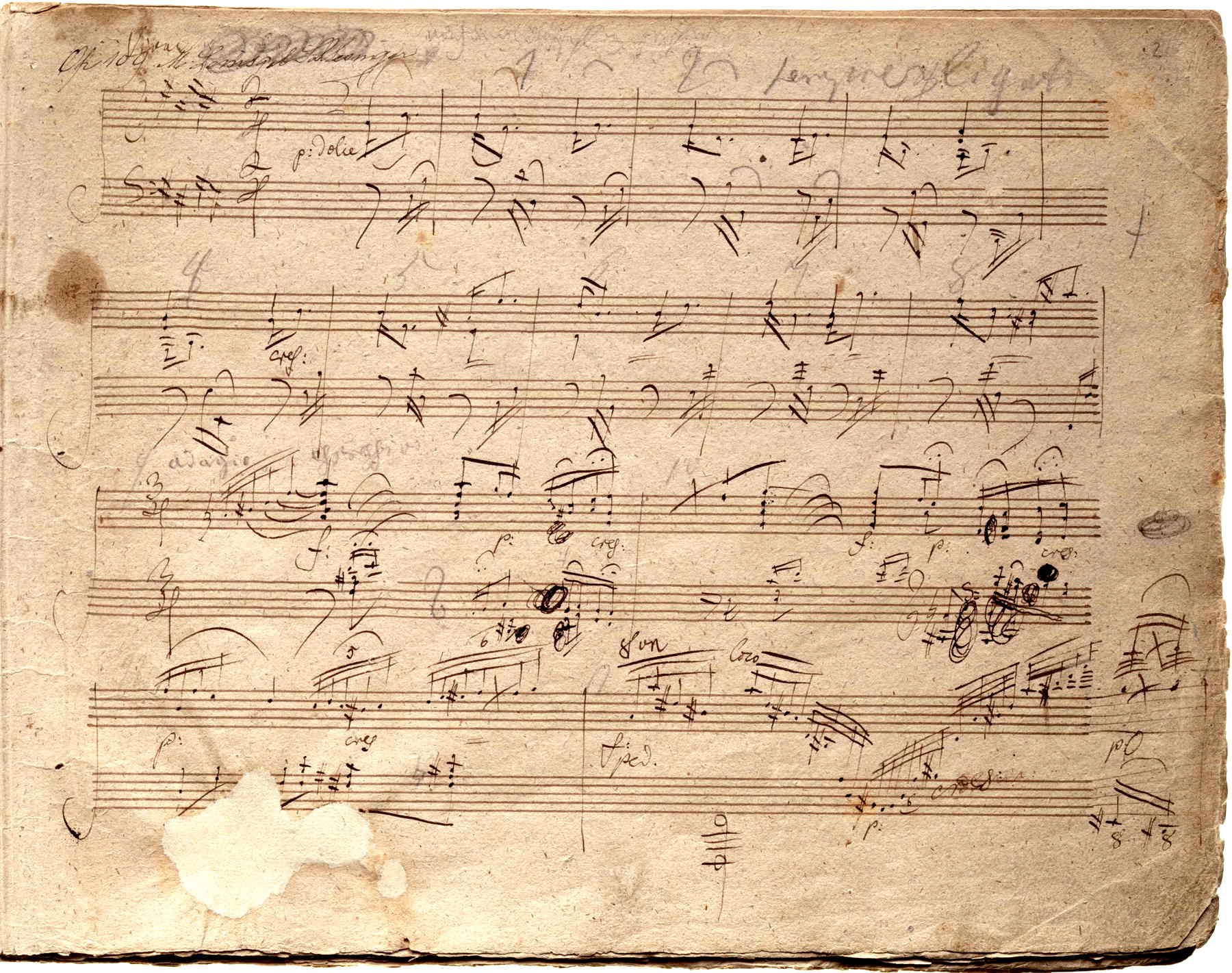
Rękopis początku Sonaty E-dur op. 109

- op. 53: Sonata fortepianowa nr 21 C-dur tzw. Waldsteinowska (1803).
  - WoO 57: Andante favori — początkowo środkowa część sonaty Waldsteinowskiej (1804).
- op. 54: Sonata fortepianowa nr 22 F-dur (1804).
- op. 57: Sonata fortepianowa nr 23 f-moll tzw. Appassionata (1805).
- op. 78: Sonata fortepianowa nr 24 Fis-dur (1809).
- op. 79: Sonata fortepianowa nr 25 G-dur (1809).
- op. 81a: Sonata fortepianowa nr 26 Es-dur tzw. Les Adieux (1810).
- op. 90: Sonata fortepianowa nr 27 e-moll (1814).
- op. 101: Sonata fortepianowa nr 28 A-dur (1816).
- op. 106: Sonata fortepianowa nr 29 B-dur tzw. Hammerklavier (1819).
- op. 109: Sonata fortepianowa nr 30 E-dur (1820).
- op. 110: Sonata fortepianowa nr 31 As-dur (1821).
- op. 111: Sonata fortepianowa nr 32 c-moll (1822).
- Dwie sonaty fortepianowe w dodatku (Anhang) A Katalogu Kinskyego:
  - Anh. 5 nr 1 Sonata fortepianowa G-dur.
  - Anh. 5 nr 2 Sonata fortepianowa F-dur.

#### Wariacje
- op. 34: 6 wariacji F-dur na temat własny (1802).
- op. 35: 15 wariacji i fuga Es-dur na temat własny ("Eroica-Variationen") (1802).
- op. 76: 6 wariacji D-dur na temat własny (1809).
- op. 120: 33 wariacje C-dur na temat walca Diabellego (1823).
- WoO 63: 9 wariacji na fortepian na temat marsza Dresslera.
- WoO 64: 6 wariacji na temat piosenki szwajcarskiej na fortepian lub harfę.
- WoO 65: 24 wariacje na fortepian na temat arii Righiniego "Venni amore".
- WoO 66: 13 wariacji na fortepian na temat arii "Es war einmal ein alter Mann" z opery Carla von Dittersdorfa Das rote Käppchen.
- WoO 67: 8 wariacji na cztery ręce na temat autorstwa hr. Waldsteina.
- WoO 68: 12 wariacji na fortepian na temat z baletu Jakoba Haibela La nozza disturbate.
- WoO 69: 9 wariacji na fortepian na temat "Quant'è piu bello" z opery Giovanniego Paisiellego La Molinara.
- WoO 70: 6 wariacji na fortepian na temat "Nel cor più non mi sento" z opery Giovanniego Paisiellego La Molinara.
- WoO 71: 12 wariacji na fortepian na temat tańca rosyjskiego z baletu Paula Wranitzky’ego Das Waldmädchen.
- WoO 72: 8 wariacji na fortepian na temat "Une Fièvre Brûlante" z opery Grétry’ego Richard Coeur-de-lion.
- WoO 73: 10 wariacji na fortepian na temat "La stessa, la stessissima" z opery Antonia Salieriego Falstaff.
- WoO 74: "Ich denke dein" — pieśń z sześcioma wariacjami na cztery ręce.
- WoO 75: 7 wariacji na fortepian na temat "Kind, willst du ruhig schlafen" z opery Petera von Wintera Das unterbrochene Opferfest.
- WoO 76: 8 wariacji na fortepian na temat "Tandeln und scherzen" z opery Franza Xavera Süssmayra Soliman II.
- WoO 77: 6 łatwych wariacji na fortepian na temat własny.
- WoO 78: 7 wariacji na fortepian na temat God Save the King.
- WoO 79: 5 wariacji na temat Rule, Britannia.
- WoO 80: 32 wariacje c-moll na temat własny (1806).

#### Bagatele
- op. 33: Siedem bagatel (1802).
- op. 119: Jedenaście nowych bagatel (1822).
- op. 126: Sześć bagatel (1823).
- WoO 52: Presto (Bagatela) c-moll na fortepian (1795, popr. 1798 i 1822)[2].
- WoO 53: Allegretto (Bagatela) c-moll na fortepian (1796–97)[2].
- WoO 54: Lustig-Traurig (Bagatela) C-dur na fortepian (1802)[2].
- WoO 56: Allegretto (Bagatela) C-dur na fortepian (1803, popr. 1822)[2].
- WoO 59: Poco moto (Bagatela) a-moll na fortepian "Dla Elizy" (Für Elise) (ok. 1810)[2].
- WoO 60: Ziemlich lebhaft (Bagatela) B-dur na fortepian (1818)[2].

#### Inne
- op. 39: Dwa preludia na fortepian we wszystkich tonacjach durowych (1789).
- op. 51: Dwa ronda na fortepian (1797):
  - nr 1: Rondo C-dur;
  - nr 2: Rondo G-dur.
- op. 77: Fantazja g-moll na fortepian (1809).
- op. 89: Polonez C-dur (1814).
- op. 129: Rondo à Capriccio G-dur na fortepian "Złość z powodu zgubionego grosza" (1795).

### Muzyka wokalna
Mimo że ukończył tylko jedną operę, Beethoven tworzył muzykę wokalną przez całe życie, m.in. dwie msze, inne utwory na chór i orkiestrę, (nie licząc IX symfonii), arie, duety, pieśni i cykle pieśni.

#### Opera
- op. 72: Leonora (1805) Pierwsza, trójaktowa wersja.
- op. 72: Leonora (1806) Druga, dwuaktowa wersja.
- op. 72: Fidelio (1814) Wersja ostateczna (dwuaktowa).

#### Utwory chóralne
- op. 80: Fantazja chóralna na fortepian solo, chór, głosy solo i orkiestrę (1808).
- op. 85: Chrystus na Górze Oliwnej – oratorium (1803).
- op. 86: Msza C-dur (1807).
- op. 112: Kantata Meeresstille und glückliche Fahrt ("Spokojne morze i szczęśliwa podróż") na chór i orkiestrę (1815).
- op. 123: Missa Solemnis D-dur (1822).

#### Pieśni
- op. 46: Adelaide – pieśń (1794–1795).
- op. 48: Pieśni Gellerta – cykl pieśni (1802).
- op. 98: An die ferne Geliebte ("Do dalekiej ukochanej") – cykl pieśni (1816).
- op. 108: Dwadzieścia pięć pieśni szkockich.

### Muzyka na orkiestrę dętą
- Marsz nr 1 F-dur na orkiestrę wojskową WoO 18 (1808).
- Marsz nr 2 F-dur na orkiestrę wojskową WoO 19 (1808).

## Spis utworów według numerów katalogowych

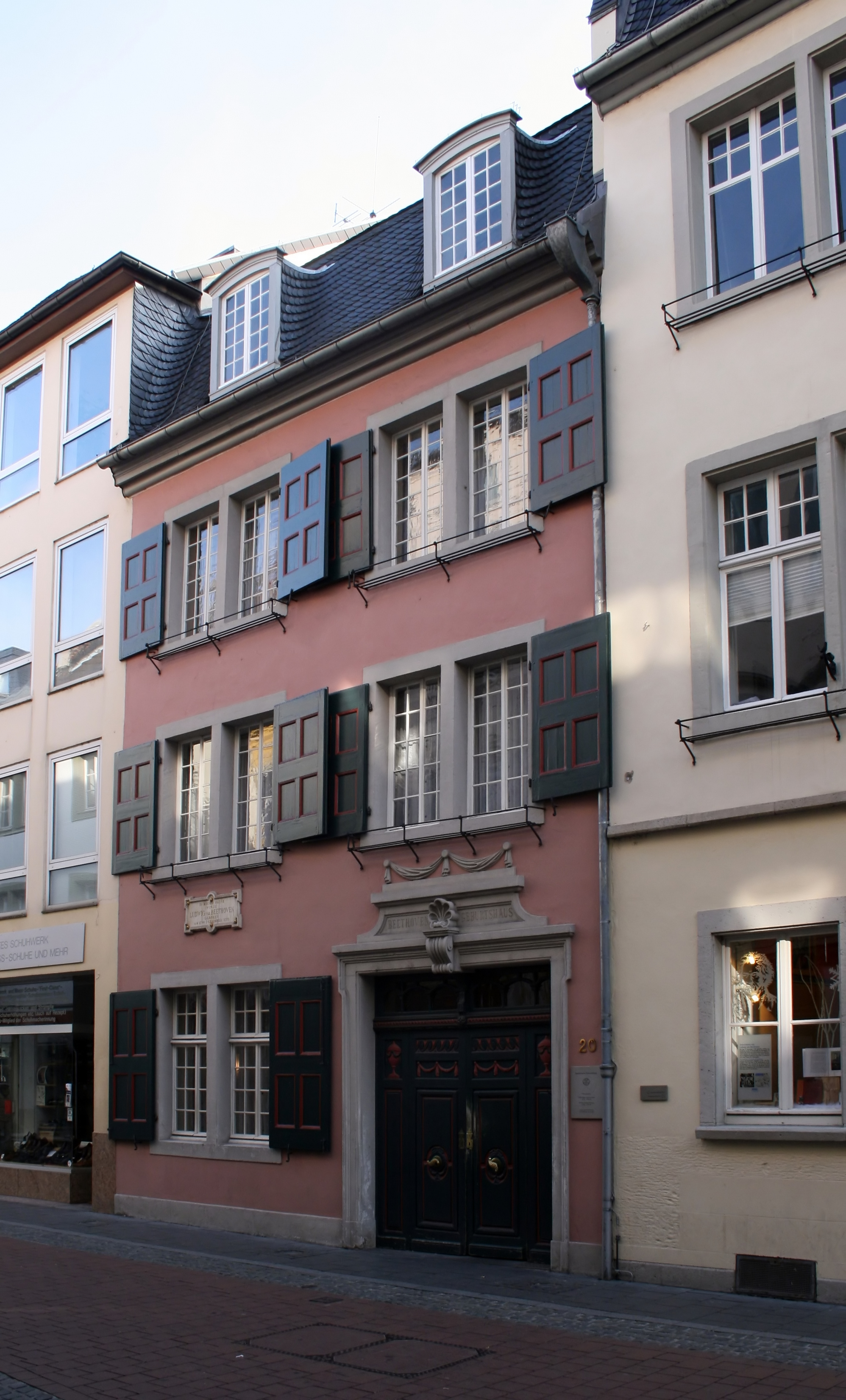
Dom w którym urodził się Beethoven, Bonn, Niemcy

| Opus 2 nr 1: Sonata fortepianowa nr 1 f-mol. · Część 1: Allegro (f-mol).Problem z odtwarzaniem tego pliku? Zobacz strony pomocy. · Część 2: Adagio (F-dur).Problem z odtwarzaniem tego pliku? Zobacz strony pomocy. · Część 3: Menuetto. Allegretto (f-moll).Problem z odtwarzaniem tego pliku? Zobacz strony pomocy. · Część 2: Prestissimo (f-mol).Problem z odtwarzaniem tego pliku? Zobacz strony pomocy. |
| Opus 2 nr 3: Sonata fortepianowa nr 3 C-dur. · Część 1: Allegro con brio.Problem z odtwarzaniem tego pliku? Zobacz strony pomocy. |
| Opus 5 nr 2: Sonata na wiolonczelę i fortepian nr 2 g-moll. · Część 1: Adagio sostenuto e espressivo - Allegro molto più tosto presto.Problem z odtwarzaniem tego pliku? Zobacz strony pomocy. · Część 2: Rondo. Allegro.Problem z odtwarzaniem tego pliku? Zobacz strony pomocy. |
| Opus 7 Sonata fortepianowa nr 4 Es-dur. · Część 1: Allegro molto e con brio.Problem z odtwarzaniem tego pliku? Zobacz strony pomocy. |
| Opus 10 Sonata fortepianowa nr 7 D-dur. · Część 1: Presto (D-dur).Problem z odtwarzaniem tego pliku? Zobacz strony pomocy. |
| Opus 12 nr 2: Sonata na skrzypce i fortepian nr 2 A-dur. Część 1: Allegro vivace.Problem z odtwarzaniem tego pliku? Zobacz strony pomocy. · Część 2: Andante, più tosto allegretto.Problem z odtwarzaniem tego pliku? Zobacz strony pomocy. · Część 3: Allegro piacevole.Problem z odtwarzaniem tego pliku? Zobacz strony pomocy. |
| Opus 13: Sonata fortepianowa nr 8 c-moll. Sonata Patetyczna.Problem z odtwarzaniem tego pliku? Zobacz strony pomocy. |
| Opus 15: I Koncert fortepianowy C-dur. Część 1: Allegro con brio.Problem z odtwarzaniem tego pliku? Zobacz strony pomocy. · Część 2: Largo.Problem z odtwarzaniem tego pliku? Zobacz strony pomocy. · Część 3: Rondo. Allegro scherzando.Problem z odtwarzaniem tego pliku? Zobacz strony pomocy. |
| Opus 27 nr 2: Sonata fortepianowa nr 14 cis-moll (Księżycowa). Część 1: Adagio sostenuto.Problem z odtwarzaniem tego pliku? Zobacz strony pomocy. · Część 2: Allegretto.Problem z odtwarzaniem tego pliku? Zobacz strony pomocy. · Część 3: Presto agitato.Problem z odtwarzaniem tego pliku? Zobacz strony pomocy. |
| Opus 28: Sonata fortepianowa nr 15 D-dur "Pastoralna". Część 1: Allegro.Problem z odtwarzaniem tego pliku? Zobacz strony pomocy. · Część 2: Andante.Problem z odtwarzaniem tego pliku? Zobacz strony pomocy. · Część 3: Scherzo. Allegro Vivace.Problem z odtwarzaniem tego pliku? Zobacz strony pomocy. · Część 4: Rondo. Allegro ma non Troppo.Problem z odtwarzaniem tego pliku? Zobacz strony pomocy. |
| Opus 30 nr 3: Sonata na skrzypce i fortepian nr 8 G-dur. Część 1: Allegro assai.Problem z odtwarzaniem tego pliku? Zobacz strony pomocy. · Część 2: Tempo di minuetto, ma molto moderato e grazioso.Problem z odtwarzaniem tego pliku? Zobacz strony pomocy. · Część 3: Allegro vivace.Problem z odtwarzaniem tego pliku? Zobacz strony pomocy. |
| Opus 37: III koncert fortepianowy c-moll. OdsłuchajProblem z odtwarzaniem tych plików? Zobacz strony pomocy. · OdsłuchajProblem z odtwarzaniem tych plików? Zobacz strony pomocy. · Część 3: Rondo. Allegro.Problem z odtwarzaniem tego pliku? Zobacz strony pomocy. |
| Opus 47: Sonata Kreutzerowska. Część 1: Adagio sostenuto - Presto - Adagio.Problem z odtwarzaniem tego pliku? Zobacz strony pomocy. · Część 2: Andante con variazioni.Problem z odtwarzaniem tego pliku? Zobacz strony pomocy. · Część 3: Presto.Problem z odtwarzaniem tego pliku? Zobacz strony pomocy. |
| Opus 53: Sonata fortepianowa nr 21 C-dur "Waldsteinowa". Część 1: Allegro con Brio.Problem z odtwarzaniem tego pliku? Zobacz strony pomocy. · Część 2: Introduzione- Adagio molto.Problem z odtwarzaniem tego pliku? Zobacz strony pomocy. · Część 3: Rondo- Allegretto Moderato.Problem z odtwarzaniem tego pliku? Zobacz strony pomocy. |
| Opus 57: Sonata fortepianowa nr 23 f-moll "Appassionata". · OdsłuchajProblem z odtwarzaniem tych plików? Zobacz strony pomocy. |
| Opus 58: IV Koncert fortepianowy G-dur. Część 1: Allegro moderato.Problem z odtwarzaniem tego pliku? Zobacz strony pomocy. · Część 2: Andante con moto oraz część 3: Rondo. Vivace.Problem z odtwarzaniem tego pliku? Zobacz strony pomocy. |
| Opus 60: IV Symfonia B-dur. Część 1: Allegro vivace.Problem z odtwarzaniem tego pliku? Zobacz strony pomocy. · Część 2: Adagio.Problem z odtwarzaniem tego pliku? Zobacz strony pomocy. · Część 3: Allegro molto e vivace.Problem z odtwarzaniem tego pliku? Zobacz strony pomocy. · Część 4: Allegro ma non troppo.Problem z odtwarzaniem tego pliku? Zobacz strony pomocy. |
| Opus 62: Uwertura c-moll. Uwertura CoriolanProblem z odtwarzaniem tego pliku? Zobacz strony pomocy. |
| Opus 67: V Symfonia c-moll Część 1: Allegro con brio.Problem z odtwarzaniem tego pliku? Zobacz strony pomocy. · Część 2: Andante con moto.Problem z odtwarzaniem tego pliku? Zobacz strony pomocy. · Część 3: Scherzo. Allegro.Problem z odtwarzaniem tego pliku? Zobacz strony pomocy. · Część 4: Finale. Allegro.Problem z odtwarzaniem tego pliku? Zobacz strony pomocy. |
| Opus 68: VI Symfonia F-dur "Pastoralna" Część 1: Allegro non troppo. Obudzenie się pogodnych uczuć po przybyciu na wieś.Problem z odtwarzaniem tego pliku? Zobacz strony pomocy. · Część 2: Andante molto mosso. Scena nad strumieniem.Problem z odtwarzaniem tego pliku? Zobacz strony pomocy. · Część 3: Allegro. Wesoła zabawa wieśniaków.Problem z odtwarzaniem tego pliku? Zobacz strony pomocy. · Część 4: Allegro. Burza.Problem z odtwarzaniem tego pliku? Zobacz strony pomocy. · Część 5: Allegretto. Pieśń pastuszka - radosne i dziękczynne uczucia po burzy.Problem z odtwarzaniem tego pliku? Zobacz strony pomocy. |
| Opus 69: Sonata na wiolonczelę i fortepian nr 3 A-dur Część 1: Allegro, ma non tanto.Problem z odtwarzaniem tego pliku? Zobacz strony pomocy. · Część 2: Scherzo oraz część 3: Adagio cantabile – Allegro vivace.Problem z odtwarzaniem tego pliku? Zobacz strony pomocy. |
| Opus 71: Sekstet Es-dur Część 1: Adagio - allegro.Problem z odtwarzaniem tego pliku? Zobacz strony pomocy. · Część 2: Adagio.Problem z odtwarzaniem tego pliku? Zobacz strony pomocy. · Część 3: Menuet - quasi allegretto.Problem z odtwarzaniem tego pliku? Zobacz strony pomocy. · Część 4: Rondo - allegro.Problem z odtwarzaniem tego pliku? Zobacz strony pomocy. |
| Opus 73: V Koncert fortepianowy Es-dur "Cesarski". Część 1: Allegro.Problem z odtwarzaniem tego pliku? Zobacz strony pomocy. · Część 2: Adagio un poco mosso.Problem z odtwarzaniem tego pliku? Zobacz strony pomocy. · Część 3: Rondo: Allegro ma non troppo.Problem z odtwarzaniem tego pliku? Zobacz strony pomocy. |
| Opus 90: Sonata fortepianowa nr 27 e-moll. Część 1: Mit Lebhaftigkeit und durchaus mit Empfindung und Ausdruck.Problem z odtwarzaniem tego pliku? Zobacz strony pomocy. · Część 2: Nicht zu geschwind und sehr singbar vorgetragen.Problem z odtwarzaniem tego pliku? Zobacz strony pomocy. |
| Opus 92: VII Symfonia A-dur. Część 2: Allegretto.Problem z odtwarzaniem tego pliku? Zobacz strony pomocy. · Część 4: Finale.Problem z odtwarzaniem tego pliku? Zobacz strony pomocy. |
| Opus 93: VIII Symfonia F-dur Część 1: Allegro vivace e con brio.Problem z odtwarzaniem tego pliku? Zobacz strony pomocy. · Część 2: Allegretto scherzando.Problem z odtwarzaniem tego pliku? Zobacz strony pomocy. · Część 3: Tempo di Menuetto.Problem z odtwarzaniem tego pliku? Zobacz strony pomocy. · Część 4: Allegro vivace.Problem z odtwarzaniem tego pliku? Zobacz strony pomocy. |
| Opus 101: Sonata fortepianowa nr 28 A-dur. Część 1: Allegretto, ma non troppo.Problem z odtwarzaniem tego pliku? Zobacz strony pomocy. · Część 2: Vivace alla marcia.Problem z odtwarzaniem tego pliku? Zobacz strony pomocy. · Część 3: Adagio, ma non troppo, con affetto oraz część 4: Allegro.Problem z odtwarzaniem tego pliku? Zobacz strony pomocy. |
| Opus 102 nr 1: Sonata na wiolonczelę i fortepian nr 4 C-dur Część 1: Andante — Allegro vivace.Problem z odtwarzaniem tego pliku? Zobacz strony pomocy. · Część 2: Adagio — Tempo d'Andante — Allegro vivace.Problem z odtwarzaniem tego pliku? Zobacz strony pomocy. |
| Opus 103: Oktet Es-dur Część 1: Allegro.Problem z odtwarzaniem tego pliku? Zobacz strony pomocy. · Część 2: Andante.Problem z odtwarzaniem tego pliku? Zobacz strony pomocy. · Część 3: Menuetto.Problem z odtwarzaniem tego pliku? Zobacz strony pomocy. · Część 4: Presto.Problem z odtwarzaniem tego pliku? Zobacz strony pomocy. |
| Opus 110: Sonata fortepianowa nr 31 As-dur. Część 1: Moderato Cantabile Molto Espressivo.Problem z odtwarzaniem tego pliku? Zobacz strony pomocy. · Część 2: Allegro Molto.Problem z odtwarzaniem tego pliku? Zobacz strony pomocy. · Część 3: Adagio, ma non Troppo.Problem z odtwarzaniem tego pliku? Zobacz strony pomocy. |
| Opus 111: Sonata fortepianowa nr 32 c-moll. Część 1: Maestoso – Allegro con brio ed appassionato.Problem z odtwarzaniem tego pliku? Zobacz strony pomocy. · Część 2: Arietta: Adagio molto, semplice e cantabile.Problem z odtwarzaniem tego pliku? Zobacz strony pomocy. |
| Opus 120: 33 wariacje na temat walca Diabellego C-dur. Temat Diabellego.Problem z odtwarzaniem tego pliku? Zobacz strony pomocy. · Wariacje 1-2.Problem z odtwarzaniem tego pliku? Zobacz strony pomocy. · Wariacje 3-4.Problem z odtwarzaniem tego pliku? Zobacz strony pomocy. · Wariacje 5-7.Problem z odtwarzaniem tego pliku? Zobacz strony pomocy. · Wariacje 8-10.Problem z odtwarzaniem tego pliku? Zobacz strony pomocy. · Wariacje 11-13.Problem z odtwarzaniem tego pliku? Zobacz strony pomocy. · Wariacja 14.Problem z odtwarzaniem tego pliku? Zobacz strony pomocy. · Wariacje 15-17.Problem z odtwarzaniem tego pliku? Zobacz strony pomocy. · Wariacje 18-19.Problem z odtwarzaniem tego pliku? Zobacz strony pomocy. · Wariacje 20-23.Problem z odtwarzaniem tego pliku? Zobacz strony pomocy. · Wariacja 24.Problem z odtwarzaniem tego pliku? Zobacz strony pomocy. · Wariacje 25-29.Problem z odtwarzaniem tego pliku? Zobacz strony pomocy. · Wariacja 30.Problem z odtwarzaniem tego pliku? Zobacz strony pomocy. · Wariacja 31.Problem z odtwarzaniem tego pliku? Zobacz strony pomocy. · Wariacja 32.Problem z odtwarzaniem tego pliku? Zobacz strony pomocy. · Wariacja 33.Problem z odtwarzaniem tego pliku? Zobacz strony pomocy. |
| WoO 25: Rondo na oktet dęty.Problem z odtwarzaniem tego pliku? Zobacz strony pomocy. |
| WoO 59: Bagatela na fortepian a-moll "Dla Elizy"Problem z odtwarzaniem tego pliku? Zobacz strony pomocy. |
| WoO 86: Ecossaise na fortepian Es-dur.Problem z odtwarzaniem tego pliku? Zobacz strony pomocy. |
| H 38 Fuga na kwintet smyczkowy b-mollProblem z odtwarzaniem tego pliku? Zobacz strony pomocy. |
| H 68 Ländler c-mollProblem z odtwarzaniem tego pliku? Zobacz strony pomocy. |

Poniżej wyszczególniono:
- Wszystkie dzieła wydane przez Beethovena - posiadające numer opusowy (Opus);
- Wszystkie działa z katalogu Kinskiego (WoO);
- Wszystkie dzieła z dodatku utworzonego przez Kinskiego (Anh);
- Wybrane dzieła z katalogu Hessa (H);
- Wybrane dzieła z katalogu Biamonti (Bia).

Podano też wywołania do plików muzycznych dla utworów znajdujących się w zasobach Wiki. Utwory posiadające pliki muzyczne zaznaczono w tekście przez umieszczenie znaku ⇒ na końcu opisu utworu.

### Dzieła z numerami opusowymi
- Opus 1 – Trzy tria fortepianowe (1795):
  - nr 1: Trio fortepianowe nr 1 Es-dur;
  - nr 2: Trio fortepianowe nr 2 G-dur;
  - nr 3: Trio fortepianowe nr 3 c-moll.
- Opus 2 – Trzy sonaty fortepianowe (1796):
  - nr 1: Sonata fortepianowa nr 1 f-moll; ⇒
  - nr 2: Sonata fortepianowa nr 2 A-dur;
  - nr 3: Sonata fortepianowa nr 3 C-dur. ⇒
- Opus 3: : Trio smyczkowe nr 1 Es-dur (1794).
- Opus 4: Kwintet smyczkowy nr 1 Es-dur (1795).
- Opus 5 – Sonaty wiolonczelowe nr 1 i 2 (1796):
  - nr 1: Sonata na fortepian i wiolonczelę nr 1 F-dur;
  - nr 2: Sonata na wiolonczelę i fortepian nr 2 g-moll. ⇒
- Opus 6: Sonata fortepianowa na 4 ręce D-dur (1797).
- Opus 7: Sonata fortepianowa nr 4 Es-dur (1797). ⇒
- Opus 8: Serenada na skrzypce, altówkę i wiolonczelę D-dur (Trio skrzypcowe nr 2) (1797).
- Opus 9 – Trzy tria smyczkowe (1798):
  - nr 1: Trio skrzypcowe nr 3 G-dur;
  - nr 2: Trio skrzypcowe nr 4 D-dur;
  - nr 3: Trio skrzypcowe nr 5 c-moll.
- Opus 10 – Trzy sonaty fortepianowe (1798):
  - nr 1: Sonata fortepianowa nr 5 c-moll (1798);
  - nr 2: Sonata fortepianowa nr 6 F-dur (1798);
  - nr 3: Sonata fortepianowa nr 7 D-dur (1798). ⇒
- Opus 11: Trio na fortepian, klarnet i altówkę B-dur "Gassenhauer" (wersja ze skrzypcami zamiast klarnetu wspomniana została jako Trio fortepianowe nr 4) (1798).
- Opus 12 – Trzy sonaty skrzypcowe (1798):
  - nr 1: Sonata na skrzypce i fortepian nr 1 D-dur;
  - nr 2: Sonata na skrzypce i fortepian nr 2 A-dur; ⇒
  - nr 3: Sonata na skrzypce i fortepian nr 3 Es-dur.
- Opus 13: Sonata fortepianowa nr 8 c-moll "Patetyczna" (1799). ⇒
- Opus 14 – Dwie sonaty fortepianowe (1799):
  - nr 1: Sonata fortepianowa nr 9 w E-dur (w 1801 r. zaaranżowana przez kompozytora na Kwartet smyczkowy F-dur H 34);
  - nr 2: Sonata fortepianowa nr 10 G-dur;
- Opus 15: I Koncert fortepianowy C-dur (1795). ⇒
- Opus 16: Kwintet na fortepian i instrumenty dęte Es-dur (później aranżowany na kwartet fortepianowy) (1796).
- Opus 17: Sonata na róg i fortepian F-dur (1800).
- Opus 18 – 6 kwartetów smyczkowych (1800) :
  - nr 1: Kwartet smyczkowy nr 1 F-dur;
  - nr 2: Kwartet smyczkowy nr 2 G-dur;
  - nr 3: Kwartet smyczkowy nr 3 D-dur;
  - nr 4: Kwartet smyczkowy nr 4 c-moll;
  - nr 5: Kwartet smyczkowy nr 5 A-dur;
  - nr 6: Kwartet smyczkowy nr 6 B-dur.
- Opus 19: II Koncert fortepianowy B-dur (1795).
- Opus 20: Septet na klarnet, róg, fagot, skrzypce, altówkę, wiolonczelę i kontrabas Es-dur (1799).
- Opus 21: I Symfonia C-dur (1800).
- Opus 22: Sonata fortepianowa nr 11 B-dur (1800).
- Opus 23: Sonata na skrzypce i fortepian nr 4 a-moll (1801).
- Opus 24, Sonata na skrzypce i fortepian nr 5 F-dur "Wiosenna" (1801).
- Opus 25: Serenada na flet, skrzypce i altówkę D-dur (1801).
- Opus 26: Sonata fortepianowa nr 12 As-dur (1801).
- Opus 27 – Dwie sonaty fortepianowe (1801):
  - nr 1: Sonata fortepianowa nr 13 E-dur "Sonata quasi una fantasia";
  - nr 2: Sonata fortepianowa nr 14 cis-moll "Sonata quasi una fantasia, tzw. Księżycowa". ⇒
- Opus 28: Sonata fortepianowa nr 15 D-dur "Pastoralna" (1801). ⇒
- Opus 29: Kwintet smyczkowy nr 2 C-dur (1801).
- Opus 30 – Trzy sonaty skrzypcowe (1803):
  - nr 1: Sonata na skrzypce i fortepian nr 6 A-dur;
  - nr 2: Sonata na skrzypce i fortepian nr 7 c-moll;
  - nr 3: Sonata na skrzypce i fortepian nr 8 G-dur. ⇒
- Opus 31 – Trzy sonaty fortepianowe (1802):
  - nr 1: Sonata fortepianowa nr 16 G-dur;
  - nr 2: Sonata fortepianowa nr 17 d-moll "Burza";
  - nr 3: Sonata fortepianowa nr 18 Es-dur "Polowanie".
- Opus 32: Do nadziei – pieśń (1805).
- Opus 33: Siedem bagatel (1802):
  - nr 1. Andante grazioso quasi allegretto Es-dur;
  - nr 2. Scherzo. Allegro C-dur;
  - nr 3. Allegretto F-dur;
  - nr 4. Andante A-dur;
  - nr 5. Allegro ma non troppo C-dur;
  - nr 6. Allegretto quasi andante D-dur;
  - nr 7. Presto As-dur.
- Opus 34: 6 wariacji na temat własny G-dur (F-dur ?) (1802).
- Opus 35: 15 wariacji i fuga na temat własny Es-dur "Eroica-Variationen" (1802).
- Opus 36: II Symfonia D-dur (1803).
- Opus 37: III koncert fortepianowy c-moll (1803).
- Opus 38: Trio fortepianowe na fortepian, klarnet (lub skrzypce) i wiolonczelę nr 8 (aranżacja septetu Es-dur opus 20) (1803).
- Opus 39: Dwa preludia na fortepian we wszystkich tonacjach durowych (1789).
- Opus 40: Romans na skrzypce i orkiestrę G-dur (1802).
- Opus 41: Serenada na flet (lub skrzypce) i fortepian D-dur (1803).
- Opus 42: Notturno na altówkę i fortepian D-dur (1803).
- Opus 43: Twory Prometeusza, uwertura i muzyka do baletu c-moll (1801).
- Opus 44: Trio fortepianowe nr 10 Es-dur (14 wariacji na temat własny) (1792).
- Opus 45: 3 marsze na fortepian (4 ręce) (1803):
  - nr 1. Marsz na fortepian na 4 ręce C-dur;
  - nr 2. Marsz na fortepian na 4 ręce Es-dur;
  - nr 3. Marsz na fortepian na 4 ręce D-dur.
- Opus 46: Adelaide – pieśń (1795).
- Opus 47: Sonata na skrzypce i fortepian nr 9 A-dur „Sonata Kreutzerowska” (1802). ⇒
- Opus 48 – Pieśni Gellerta – cykl pieśni (1802):
  - nr 1: Proszę pytać – pieśń;
  - nr 2: Miłość bliźniego – pieśń;
  - nr 3: Od śmierci – pieśń;
  - nr 4: Chwała Boga z natury – pieśń;
  - nr 5: Moc i opatrzność Boża – pieśń;
  - nr 6: Busslied – pieśń.
- Opus 49 – Dwie sonaty fortepianowe (1792):
  - nr 1: Sonata fortepianowa nr 19 g-moll;
  - nr 2: Sonata fortepianowa nr 20 G-dur.
- Opus 50: Romans na skrzypce i orkiestrę F-dur (1798).
- Opus 51 – Dwa ronda na fortepian (1797):
  - nr 1: Rondo na fortepian C-dur;
  - nr 2: Rondo na fortepian G-dur.
- Opus 52 – Osiem pieśni (1805):
  - nr 1: Uriansa podróż dookoła świata – pieśń;
  - nr 2: Feuerfab – pieśń;
  - nr 3: Piosenka z resztą – pieśń;
  - nr 4: Maigesang – pieśń;
  - nr 5: Pożegnanie Molly – pieśń;
  - nr 6: Miłość – pieśń;
  - nr 7: Marmotte – pieśń;
  - nr 8: Uroczy kwiatek – pieśń.
- Opus 53: Sonata fortepianowa nr 21 C-dur "Waldsteinowa" (1803). ⇒
- Opus 54: Sonata fortepianowa nr 22 F-dur (1804).
- Opus 55: III Symfonia Es-dur "Eroica" (1805).
- Opus 56: Koncert potrójny na skrzypce, wiolonczelę i fortepian C-dur (1805).
- Opus 57: Sonata fortepianowa nr 23 f-moll "Appassionata" (1805). ⇒
- Opus 58: IV Koncert fortepianowy G-dur (1807). ⇒
- Opus 59 – Trzy kwartety smyczkowe, tzw. Kwartety Razumowskiego (1806):
  - nr 1: Kwartet smyczkowy nr 7 F-dur;
  - nr 2: Kwartet smyczkowy nr 8 e-moll;
  - nr 3: Kwartet smyczkowy nr 9 C-dur.
- Opus 60: IV Symfonia B-dur (1807). ⇒
- Opus 61: Koncert na skrzypce i orkiestrę D-dur (1808).
- Opus 61a: Koncert fortepianowy D-dur (aranżacja koncertu skrzypcowego opus 61) (1808).
- Opus 62: Uwertura Coriolan (1807). ⇒
- Opus 63: Trio fortepianowe (aranżacja kwintetu smyczkowego opus 4) (1806).
- Opus 64: Sonata na wiolonczelę i fortepian (aranżacja trio smyczkowego opus 3) (1807).
- Opus 65: 24 wariacje na fortepian na temat arii Righiniego "Venni amore" (1796).
- Opus 66: 12 wariacji na temat "Dziewczyna lub kobieta" z opery Mozarta "Czarodziejski flet" (1796).
- Opus 67: V Symfonia c-moll (1808). ⇒
- Opus 68: VI Symfonia F-dur "Pastoralna" (1808). ⇒
- Opus 69: Sonata na wiolonczelę i fortepian nr 3 A-dur (1808). ⇒
- Opus 70 – Dwa tria fortepianowe (1808):
  - nr 1: Trio fortepianowe nr 5 D-dur "Duch";
  - nr 2: Trio fortepianowe nr 6 Es-dur.
- Opus 71: Sekstet na 2 klarnety, 2 rogi i 2 fagoty Es-dur (1796). ⇒
- Opus 72a: Leonora (wersja trójaktowa) – Opera (1805).
- Opus 72b: Leonora (wersja dwuaktowa) – Opera (1806).
- Opus 72c: Fidelio (wersja ostateczna – dwuaktowa) – Opera (1814).
- Opus 73 V Koncert fortepianowy Es-dur "Cesarski" (1809). ⇒
- Opus 74: Kwartet smyczkowy nr 10, E-dur "Harfowy" (1809).
- Opus 75 – Sześć pieśni (1809):
  - nr 1: Mignon – pieśń;
  - nr 2: Nowa miłość, nowe życie – pieśń;
  - nr 3: Faust Goethego – pieśń;
  - nr 4: Ostrzeżenie Gretel – pieśń;
  - nr 5: W odległych kochanka – pieśń;
  - nr 6: Zadowoleni – pieśń.
- Opus 76: 6 wariacji na temat "Ruiny Aten" D-dur (1809).
- Opus 77: Fantazja na fortepian g-moll (1809).
- Opus 78: Sonata fortepianowa nr 24 Fis-dur "Dla Teresy" (1809).
- Opus 79: Sonata fortepianowa nr 25 G-dur (1809).
- Opus 80: Fantazja chóralna na fortepian solo, chór, głosy solo i orkiestrę c-moll (1808).
- Opus 81a: Sonata fortepianowa nr 26 w Es-dur "Les Adieux" (1809).
- Opus 81b: Sekstet na 2 rogi i kwartet smyczkowy Es-dur (1809).
- Opus 82 – Cztery arie i duet (1809):
  - nr 1: Nadzieja – pieśń (1809);
  - nr 2: Miłość działania – pieśń;
  - nr 3: Niecierpliwa kochanka – Duet;
  - nr 4: Niecierpliwa kochanka – pieśń;
  - nr 5: Konsumpcja żywności – pieśń.
- Opus 83 – Trzy pieśni (1810):
  - nr 1: Radość melancholii – pieśń;
  - nr 2: Tęsknota – pieśń;
  - nr 3: Malowanie zespołu – pieśń.
- Opus 84: Egmont, uwertura i muzyka do dramatu J.W. Goethego (1810).
- Opus 85: Chrystus na Górze Oliwnej – Oratorium (1804).
- Opus 86: Msza C-dur (1807).
- Opus 87: Trio na 2 oboje i rożek angielski C-dur (1795).
- Opus 88: Szczęście przyjaźni – pieśń (1803).
- Opus 89: Polonez C-dur (1814).
- Opus 90: Sonata fortepianowa nr 27 e-moll (1814). ⇒
- Opus 91: Zwycięstwo Wellingtona czyli bitwa pod Vittorią "Symfonia bitewna" (1813).
- Opus 92: VII Symfonia A-dur (1813). ⇒
- Opus 93: VIII Symfonia F-dur (1814). ⇒
- Opus 94: O nadziei – pieśń (1815).
- Opus 95: Kwartet smyczkowy nr 11 f-moll "Quartetto serioso" (1810).
- Opus 96: Sonata na skrzypce i fortepian nr 10 G-dur (1812).
- Opus 97: Trio fortepianowe nr 7 B-dur "Arcyksiążęce" (1811).
- Opus 98: Do dalekiej ukochanej – cykl pieśni (1816).
- Opus 99: Człowiek solidny – pieśń (1816).
- Opus 100: Merkenstein – pieśń (1814).
- Opus 101: Sonata fortepianowa nr 28 A-dur (1816). ⇒
- Opus 102 – Sonaty wiolonczelowe nr 4 i 5 (1815):
  - nr 1: Sonata na wiolonczelę i fortepian nr 4 C-dur; ⇒
  - nr 2: Sonata na wiolonczelę i fortepian nr 5 D-dur.
- Opus 103: Oktet na 2 oboje, 2 klarnety, 2 rogi i 2 fagoty Es-dur (1792). ⇒
- Opus 104: Kwintet smyczkowy nr 3 c-moll (aranżacja trio fortepianowego opus 1 nr 3) (1817).
- Opus 105: 6 zestawów wariacji na fortepian i flet (1819).
- Opus 106: Sonata fortepianowa nr 29 w B-dur "Große Sonate für das Hammerklavier" (1818).
- Opus 107: 10 zestawów wariacji na fortepian i flet (1820).
- Opus 108: Dwadzieścia pięć pieśni szkockich (1818):
  - nr 1. Musik, Liebe und Wein: Es schalle die Musik, Nacht and Tag!
  - nr 2. Der Abend: Die Sonne sinkt ins Ettrick Thal;
  - nr 3. O köstliche Zeit: O kostliche Zeit;
  - nr 4. Das Islamädchen: O Islamagdlein, die du kuhn;
  - nr 5. Der schönste Bub: Der schönste Bub war Henny;
  - nr 6. Trub ist mein Auge: Trub, trub ist mein Auge wie;
  - nr 7. Frische Bursche, Hochlands Bursche: Wem den Silbermond ihr dankt;
  - nr 8. Die holde Maid von Inverness: Die holde Maid von Inverness kennt;
  - nr 9. Schau her, mein Lieb: Schau her, mein Lieb, der Walder Grun;
  - nr 10. Sympathie: Was, Julia sagt der Blick voll Gram;
  - nr 11. O du nur bist mein Herzensbub: O du nur bist mein Herzensbub;
  - nr 12. O hatte doch dies gold'ne Pfand: Ohatte doch dies gold'ne Pfand;
  - nr 13. Trinklied: Schenk ein, mein guter Junge, schenk hoch;
  - nr 14. O, wie kann ich wohl fröhlich sein: O, wie kann ich wohl fröhlich sein?
  - nr 15. O, grausam war mein Vater: O, grausam war mein Vater;
  - nr 16. Wenn doch die ärge böse Welt: Wenn doch die ärge böse Welt;
  - nr 17. Mariechen, komm ans Fensterlein: Mariechen komm ans Fensterlein;
  - nr 18. O Zaub'rin, leb'wohl: Leb'wohl, o of the Zaub'rin;
  - nr 19. Wie gleitet schnell das leichte Boot: Wie gleitet schnell das leichte Boot;
  - nr 20. Der treue Johnie: O wann kehrst of the zuruck;
  - nr 21. Jeanie's Trübsal: Als William jungst mich schmahte;
  - nr 22. Die Hochlands Wache: Alt Schottland, wecke deiner Hohn;
  - nr 23. Des Schafers Lied: Die Masslieb glänzt auf grunem Grund;
  - nr 24. Noch einmal wecken Thränen: Noch einmal wecken Thränen bang;
  - nr 25. Das Baschen in unserm Strasschen: Von allen Mädchen glatt und schön.
- Opus 109: Sonata fortepianowa nr 30 w E-dur (1822).
- Opus 110: Sonata fortepianowa nr 31 As-dur (1822). ⇒
- Opus 111: Sonata fortepianowa nr 32 c-moll (1822). ⇒
- Opus 112: Spokojne morze i szczęśliwa podróż – Kantata na chór i orkiestrę (1815).
- Opus 113: Ruiny Aten – uwertura i muzyka do dramatu (1811).
- Opus 114: Poświęcenie domów (1822).
- Opus 115: Uwertura "Imieninowa" (1815).
- Opus 116: Trio na sopran, tenor i bas z towarzyszeniem orkiestry "Tramte, drżenie grzesznika" (1802).
- Opus 117: Król Stefan – uwertura i muzyka do dramatu (1811).
- Opus 118: Smutny utwór – Kantata (1814).
- Opus 119: Jedenaście nowych bagatel na fortepian (1822):
  - nr 1. Allegretto g-moll;
  - nr 2. Andante con moto C-dur;
  - nr 3. A l'Allemande D-dur;
  - nr 4. Andante cantabile A-dur;
  - nr 5. Risoluto c-moll;
  - nr 6. Andante — Allegretto G-dur;
  - nr 7. Allegro, ma non troppo C-dur;
  - nr 8. Moderato cantabile C-dur;
  - nr 9. Vivace moderato a-moll;
  - nr 10. Allegramente A-dur;
  - nr 11. Andante, ma non troppo B-dur.
- Opus 120: 33 wariacje na temat walca Diabellego "Diabelli-Variationen" C-dur (1823): ⇒
  - nr 1: Alla Marcia maestoso; ⇒
  - nr 2: Poco Allegro; ⇒
  - nr 3: L’istesso tempo; ⇒
  - nr 4: Un poco più vivace; ⇒
  - nr 5: Allegro vivace; ⇒
  - nr 6: Allegro ma non troppo e serioso; ⇒
  - nr 7: Un poco più allegro; ⇒
  - nr 8: Poco vivace; ⇒
  - nr 9: Allegro pesante e risoluto; ⇒
  - nr 10: Presto; ⇒
  - nr 11: Allegretto; ⇒
  - nr 12: Un poco più moto; ⇒
  - nr 13: Vivace; ⇒
  - nr 14: Grave e maestoso; ⇒
  - nr 15: Presto Scherzando; ⇒
  - nr 16: Allegro; ⇒
  - nr 17: Allegro; ⇒
  - nr 18: Poco moderato; ⇒
  - nr 19: Presto; ⇒
  - nr 20: Andante; ⇒
  - nr 21: Allegro con brio; ⇒
  - nr 22: Allegro molto; ⇒
  - nr 23: Allegro assai; ⇒
  - nr 24: Fughetta (Andante); ⇒
  - nr 25: Allegro; ⇒
  - nr 26: Piacevole; ⇒
  - nr 27: Vivace; ⇒
  - nr 28: Allegro; ⇒
  - nr 29: Adagio ma non troppo; ⇒
  - nr 30: Andante, sempre cantabile; ⇒
  - nr 31: Largo, molto espressivo; ⇒
  - nr 32: Fuga: Allegro; ⇒
  - nr 33: Tempo di Menuetto moderato. ⇒
- Opus 121a: Trio fortepianowe nr 11 (Wariacje na temat "Ja jestem krawiec Kakadu" Wenzel Müllera) (1803).
- Opus 121b: Opferlied – pieśń (1822).
- Opus 122: Federalna piosenka – pieśń (1824).
- Opus 123: Msza uroczysta D-dur (1822).
- Opus 124: "Poświęcenie domu" – uwertura (1822).
- Opus 125: IX Symfonia d-moll (1824).
- Opus 126: Sześć bagatel na fortepian (1824):
  - nr 1. Andante con moto, Cantabile compiacevole G-dur;
  - nr 2. Allegro g-moll;
  - nr 3. Andante, Cantabile e grazioso Es-dur;
  - nr 4. Presto b-moll;
  - nr 5. Quasi allegretto G-dur;
  - nr 6. Presto, Andante amabile e con moto Es-dur.
- Opus 127: Kwartet smyczkowy nr 12 w Es-dur (1825).
- Opus 128: Pocałunek – pieśń (1822).
- Opus 129: Rondo à Capriccio na fortepian G-dur "Złość z powodu zgubionego grosza" (1795).
- Opus 130: Kwartet smyczkowy nr 13 w B-dur (1825).
- Opus 131: Kwartet smyczkowy nr 14 cis-moll (1826).
- Opus 132: Kwartet smyczkowy nr 15 a-moll (1825).
- Opus 133: Wielka Fuga B-dur (początkowo finał opusu 130) (1826).
- Opus 134: Aranżacja fortepianowa (4 ręce), Wielkiej fugi opus 133 (1826).
- Opus 135: Kwartet smyczkowy nr 16 F-dur (1826).
- Opus 136: Chwalebny moment – Kantata (1814).
- Opus 137: Fuga na kwintet smyczkowy D-dur (1817).
- Opus 138: Uwertura do opery Leonora "Leonora I" (1807).

### Dzieła bez numerów opus

#### Dzieła z numerami WoO

##### Dzieła instrumentalne(WoO 1..86)

###### Dzieła orkiestrowe(WoO 1..24)
Sama orkiestra (WoO 1..3)
- WoO 1: Muzyka do baletu na koniu – osiem części (1790)[3].
- WoO 2a: Marsz triumfalny na orkiestrę do tragedii "Tarpeja" Christopha Kuffnera (1813)[4].
- WoO 2b: Preludium do aktu II "Tarpeja" D-dur (1813)[5].
- WoO 3: "Gratulations-Menuett", menuet na orkiestrę Es-dur (1822)[6].

Koncerty (WoO 4..6)
- WoO 4: Koncert fortepianowy Es-dur, czasami nazywany Beethovenowskim Koncertem fortepianowym nr 0 (1784)[7].
- WoO 5: Fragment koncertu skrzypcowego C-dur (1792)[8].
- WoO 6: Rondo B-dur na fortepian i orkiestrę, fragment, B-dur (być może jest wstępna wersja ostatniej części sonaty fortepianowej Opus 2 nr 2) (1973)[9].

Tańce (WoO 7..17)
- WoO 7: Dwanaście menuetów na orkiestrę. (Wersja fortepianowa H101) (1973):
  - nr 1: Menuet na orkiestrę D-dur[10];
  - nr 2: Menuet na orkiestrę B-dur[11];
  - nr 3: Menuet na orkiestrę G-dur[12];
  - nr 4: Menuet na orkiestrę Es-dur[13];
  - nr 5: Menuet na orkiestrę C-dur[14];
  - nr 6: Menuet na orkiestrę A-dur[15];
  - nr 7: Menuet na orkiestrę D-dur[16];
  - nr 8: Menuet na orkiestrę B-dur[17];
  - nr 9: Menuet na orkiestrę G-dur[18];
  - nr 10: Menuet na orkiestrę Es-dur[19];
  - nr 11: Menuet na orkiestrę C-dur[20];
  - nr 12: Menuet na orkiestrę F-dur[21].
- WoO 8: Dwanaście tańców niemieckich (Allemande) na orkiestrę (później aranżowane na fortepian) (1795):
  - nr 1: Taniec niemiecki na orkiestrę C-dur[22];
  - nr 2: Taniec niemiecki na orkiestrę A-dur[23];
  - nr 3: Taniec niemiecki na orkiestrę F-dur[24];
  - nr 4: Taniec niemiecki na orkiestrę B-dur[25];
  - nr 5: Taniec niemiecki na orkiestrę Es-dur[26];
  - nr 6: Taniec niemiecki na orkiestrę G-dur[27];
  - nr 7: Taniec niemiecki na orkiestrę C-dur[28];
  - nr 8: Taniec niemiecki na orkiestrę A-dur[29];
  - nr 9: Taniec niemiecki na orkiestrę F-dur[30];
  - nr 10: Taniec niemiecki na orkiestrę D-dur[31];
  - nr 11: Taniec niemiecki na orkiestrę G-dur[32];
  - nr 12: Taniec niemiecki na orkiestrę C-dur[33].
- WoO 9: Sześć menuetów na dwoje skrzypiec i wiolonczelę (1795):
  - nr 1: Menuet na dwoje skrzypiec i wiolonczelę Es-dur[34];
  - nr 2: Menuet na dwoje skrzypiec i wiolonczelę G-dur[35];
  - nr 3: Menuet na dwoje skrzypiec i wiolonczelę C-dur[36];
  - nr 4: Menuet na dwoje skrzypiec i wiolonczelę F-dur[37];
  - nr 5: Menuet na dwoje skrzypiec i wiolonczelę D-dur[38];
  - nr 6: Menuet na dwoje skrzypiec i wiolonczelę G-dur[39].
- WoO 10: Sześć menuetów na orkiestrę (wersja oryginalna zaginęła, zachowała się tylko aranżacja na fortepian) (1795):
  - nr 1: Menuet na orkiestrę C-dur[40];
  - nr 2: Menuet na orkiestrę G-dur[41];
  - nr 3: Menuet na orkiestrę Es-dur[42];
  - nr 4: Menuet na orkiestrę B-dur[43];
  - nr 5: Menuet na orkiestrę D-dur[44];
  - nr 6: Menuet na orkiestrę C-dur[45].
- WoO 11: Siedem austriackich tańców ludowych (Lendler) na dwoje skrzypiec i wiolonczelę (wersja oryginalna zaginęła, zachowała się tylko aranżacja na fortepian) (1799)[46].
- WoO 12: Dwanaście menuetów na orkiestrę (prawdopodobnie fałszywe, przypisywane bratu Beethovena Karlowi) (1799):
  - nr 1: Menuet C-dur na orkiestrę[47];
  - nr 2: Menuet A-dur na orkiestrę[48];
  - nr 3: Menuet D-dur na orkiestrę[49];
  - nr 4: Menuet F-dur na orkiestrę[50];
  - nr 5: Menuet B-dur na orkiestrę[51];
  - nr 6: Menuet Es-dur na orkiestrę[52];
  - nr 7: Menuet C-dur na orkiestrę[53];
  - nr 8: Menuet F-dur na orkiestrę[54];
  - nr 9: Menuet D-dur na orkiestrę[55];
  - nr 10: Menuet B-dur na orkiestrę[56];
  - nr 11: Menuet Es-dur na orkiestrę[57];
  - nr 12: Menuet C-dur na orkiestrę[58];
- WoO 13: Dwanaście tańców niemieckich (Allemande) na orkiestrę (zachowała się tylko aranżacja na fortepian)  (1797):
  - nr 1: Taniec niemiecki na orkiestrę D-dur[59];
  - nr 2: Taniec niemiecki na orkiestrę B-dur[60];
  - nr 3: Taniec niemiecki na orkiestrę G-dur[61];
  - nr 4: Taniec niemiecki na orkiestrę D-dur[62];
  - nr 5: Taniec niemiecki na orkiestrę F-dur[63];
  - nr 6: Taniec niemiecki na orkiestrę B-dur[64];
  - nr 7: Taniec niemiecki na orkiestrę D-dur[65];
  - nr 8: Taniec niemiecki na orkiestrę G-dur[66];
  - nr 9: Taniec niemiecki na orkiestrę Es-dur[67];
  - nr 10: Taniec niemiecki na orkiestrę C-dur[68];
  - nr 11: Taniec niemiecki na orkiestrę A-dur[69];
  - nr 12: Taniec niemiecki na orkiestrę D-dur[70].
- WoO 14: Dwanaście kontredansów na orkiestrę (1802):
  - nr 1: Kontredans na małą orkiestrę C-dur[71];
  - nr 2: Kontredans na małą orkiestrę A-dur[72];
  - nr 3: Kontredans na małą orkiestrę D-dur[73];
  - nr 4: Kontredans na małą orkiestrę B-dur[74];
  - nr 5: Kontredans na małą orkiestrę Es-dur[75];
  - nr 6: Kontredans na małą orkiestrę C-dur[76];
  - nr 7: Kontredans na małą orkiestrę Es-dur[77];
  - nr 8: Kontredans na małą orkiestrę C-dur[78];
  - nr 9: Kontredans na małą orkiestrę A-dur[79];
  - nr 10: Kontredans na małą orkiestrę C-dur[80];
  - nr 11: Kontredans na małą orkiestrę G-dur[81];
  - nr 12: Kontredans na małą orkiestrę Es-dur[82].
- WoO 15: Sześć austriackich tańców ludowych (Lendler) na dwoje skrzypiec i wiolonczelę (również aranżowane na fortepian) (1802):
  - nr 1: Austriacki taniec ludowy na dwoje skrzypiec i wiolonczelę D-dur[83];
  - nr 1: Austriacki taniec ludowy na fortepian D-dur;
  - nr 2: Austriacki taniec ludowy na dwoje skrzypiec i wiolonczelę D-dur[84];
  - nr 2: Austriacki taniec ludowy na fortepian  D-dur;
  - nr 3: Austriacki taniec ludowy na dwoje skrzypiec i wiolonczelę D-dur[85];
  - nr 3: Austriacki taniec ludowy na fortepian  D-dur;
  - nr 4: Austriacki taniec ludowy na dwoje skrzypiec i wiolonczelę d-moll[86];
  - nr 4: Austriacki taniec ludowy na fortepian  d-moll;
  - nr 5: Austriacki taniec ludowy na dwoje skrzypiec i wiolonczelę D-dur[87];
  - nr 5: Austriacki taniec ludowy na fortepian  D-dur;
  - nr 6: Austriacki taniec ludowy na dwoje skrzypiec i wiolonczelę D-dur[88];
  - nr 6: Austriacki taniec ludowy na fortepian  D-dur.
- WoO 16: Dwanaście tańców szkockich (Écossaises) na orkiestrę (prawdopodobnie fałszywych)[89];
- WoO 17: Jedenaście "Mödlinger Tänze" na siedem instrumentów: 2 klarnety, 2 rogi, 2 skrzypiec i kontrabas (prawdopodobnie fałszywych) (1819):
  - nr 1: Walc na instrumenty Es-dur[90];
  - nr 2: Menuet na instrumenty B-dur[91];
  - nr 3: Walc na instrumenty  B-dur[92];
  - nr 4: Menuet na instrumenty Es-dur[93];
  - nr 5: Menuet na instrumenty Es-dur[94];
  - nr 6: Austriacki taniec ludowy (Lendler) na instrumenty Es-dur[95];
  - nr 7: Menuet na instrumenty B-dur[96];
  - nr 8: Austriacki taniec ludowy (Lendler) na instrumenty B-dur[97];
  - nr 9: Menuet na instrumenty G-dur[98];
  - nr 10: Walc na instrumenty D-dur[99];
  - nr 11: Walc na instrumenty D-dur[100].

Marsze i tańce na instrumenty dęte (WoO 18..24)
- WoO 18: Marsz nr 1 na orkiestrę wojskową nr 2 F-dur "Wojny husyckie" (1808)[101].
- WoO 19: Marsz na orkiestrę wojskową nr 2  F-dur (1810)[102].
- WoO 20: Marsz na orkiestrę wojskową C-dur "Zapfenstreich" (1809) (trio F-dur dodane w 1822)[103].
- WoO 21: Polonez na orkiestrę wojskową D-dur (1810)[104].
- WoO 22: Écossaise na orkiestrę wojskową D-dur (1809)[105].
- WoO 23: Écossaise na orkiestrę wojskową G-dur (1810) (istnieje tylko aranżacja fortepianowa Carla Czernego)[106].
- WoO 24: Marsz na orkiestrę wojskową D-dur (1816)[107].

###### Utwory kameralne(WoO 25..46)
Utwory kameralne bez fortepianu (WoO 25..35)
- WoO 25: Rondo na 2 oboje, 2 klarnety, 2 rogi i 2 fagoty E-dur (1792) (wstępna wersja finału Oktetu, opus 103)[108]. ⇒
- WoO 26: Duet na dwa flety G-dur (1792)[109].
- WoO 27: Trzy duety na klarnet i fagot (1815) (przerobione na skrzypce i wiolonczelę. Kinsky uznaje je za autentyczne a Kerman wymienia jako "prawdopodobnie fałszywe"):
  - nr 1: Duet  na klarnet i fagot C-dur (autorstwo: wątpliwe)[110];
  - nr 2: Duet  na klarnet i fagot F-dur (autorstwo: wątpliwe)[111];
  - nr 3: Duet  na klarnet i fagot B-dur (autorstwo: wątpliwe)[112].
- WoO 28: Wariacje na dwa oboje i rożek angielski na podstawie "La ci darem la mano" z opery "Don Giovanni" Mozarta C-dur (1795) (prawdopodobnie pierwotna wersja Trio, opus 87)[113].
- WoO 29: Marsz dla sekstetu (2 klarnety, 2 rogi i 2 fagoty) "Grenadiermarsch" B-dur  (patrz: H107)[114].
- WoO 30: Trzy Equale na cztery puzony (1815). (Istnieje również wersja na 4 głosy męskie. Te były wykonywane na pogrzebie Beethovena):
  - nr 1: Equali na 4 puzony d-moll[115];
  - nr 2: Equali na 4 puzony D-dur[116];
  - nr 3: Equali na 4 puzony B-dur[117].
- WoO 31: Fuga na organy D-dur (1783)[118].
- WoO 32: Duet na altówkę i wiolonczelę Es-dur "Mit zwei obligaten Augengläsern" (Fragmentaryczna część druga) (1797)[119].
- WoO 33: Pięć utworów na flet lub zegar mechaniczny (1794-1800):
  - nr 1: Utwór na flet lub zegar mechaniczny (Adagio assai) F-dur (1799)[120];
  - nr 2: Utwór na flet lub zegar mechaniczny (Scherzo-Allegro) G-dur (1800)[121];
  - nr 3: Utwór na flet lub zegar mechaniczny (Allegro) G-dur (1799)[122];
  - nr 4: Utwór na flet lub zegar mechaniczny (Allegro non piu molto) C-dur (1794)[123];
  - nr 5: Utwór na flet lub zegar mechaniczny (Menuet-Allegretto) C-dur (1794)[124].
- WoO 34: Duet na dwoje skrzypiec A-dur (1822)[125].
- WoO 35: Canon na dwoje skrzypiec (lub dwie wiolonczele) A-dur (1825)[126].

Utwory kameralne z fortepianem (WoO 36..46)
- WoO 36: Trzy kwartety fortepianowe (1785):
  - nr 1: Kwartet fortepianowy (fortepian, skrzypce, altówka i wiolonczela)  Es-dur[127];
  - nr 2: Kwartet fortepianowy (fortepian, skrzypce, altówka i wiolonczela) D-dur. (Temat Allegro odpowiada początkowi niedokończonej symfonii – H298)[128];
  - nr 3: Kwartet fortepianowy (fortepian, skrzypce, altówka i wiolonczela) C-dur[129].
- WoO 37: Trio na flet, fagot i fortepian G-dur (1786)[130].
- WoO 38: Trio fortepianowe na fortepian, skrzypce i wiolonczelę nr 8 w Es-dur (1791) (Mogło być początkowe przeznaczone do opus 1)[131].
- WoO 39: Allegretto na trio fortepianowe (fortepian, skrzypce i wiolonczela) nr 9 B-dur (1812)[132].
- WoO 40: Dwanaście wariacji na fortepian i skrzypce F-dur na temat "Jeśli chcesz tańczyć" z opery Wolfganga Amadeusa Mozarta "Wesele Figara" (1793)[133].
- WoO 41: Rondo na fortepian i skrzypce G-dur (1794)[134].
- WoO 42: Sześć tańców niemieckich (Allemande) na skrzypce i fortepian (1796):
  - nr 1: Taniec niemiecki na skrzypce i fortepian F-dur[135];
  - nr 2: Taniec niemiecki na skrzypce i fortepian D-dur[136];
  - nr 3: Taniec niemiecki na skrzypce i fortepian F-dur[137];
  - nr 4: Taniec niemiecki na skrzypce i fortepian A-dur[138];
  - nr 5: Taniec niemiecki na skrzypce i fortepian D-dur[139];
  - nr 6: Taniec niemiecki na skrzypce i fortepian G-dur[140].
- WoO 43a: Sonatina na mandolinę i klawesyn C-dur (1796)[141].
- WoO 43b: Adagio na mandolinę i klawesyn  ES-dur (1796)[142].
- WoO 44a: Sonatina na mandolinę i klawesyn C-dur (1796)[143].
- WoO 44b: Andante i wariacje na mandolinę i klawesyn D-dur (1796)[144].
- WoO 45: Dwanaście wariacji na wiolonczelę i fortepian G-dur na temat "Nadchodzi zwycięzca" z oratorium Händla "Juda Machabeusz" (1796)[145].
- WoO 46: Siedem Wariacje na wiolonczelę i fortepian Es-dur na temat arii "Bei Männern, welche Liebe fühlen" z opery Mozarta "Czarodziejski flet" (1801)[146].

###### Utwory fortepianowe na 2 lub 4 ręce(WoO 47..86)
Sonaty i dzieła jednoczęściowe (WoO 47..62)
- WoO 47: Trzy sonaty fortepianowe "Kurfürstensonate" (1783):
- nr 1: Sonata fortepianowa Es-dur[147];
- nr 2: Sonata fortepianowa f-moll[148];
- nr 3: Sonata fortepianowa D-dur[149].
- WoO 48: Rondo na fortepian C-dur (1783)[150].
- WoO 49: Rondo na fortepian A-dur (1783)[151].
- WoO 50: 2 części Sonaty fortepianowej F-dur (1792)[152].
- WoO 51: Sonata fortepianowa C-dur (1798) (Pierwsza edycja była skompletowana przez Riesa, ponieważ zagineły fragmenty pierwszych dwóch części i cała ostatnia część)[153].
- WoO 52: Bagatela (Presto) na fortepian c-moll (1822)) (Pierwotnie przeznaczona do sonaty fortepianowej opus 10 nr 1)[154].
- WoO 53: Bagatela (Allegretto) na fortepian c-moll (1797) (Być może pierwotnie przeznaczona do sonaty fortepianowej opus 10 nr 1)[155].
- WoO 54: Bagatela na fortepian C-dur "Lustig – traurig" (1802)[156].
- WoO 55: Preludium na fortepian f-moll (1803)[157].
- WoO 56: Bagatela na fortepian C-dur (1803, rewizja 1822)[158].
- WoO 57: Andante na fortepian F-dur "Andante favori" (1804). Pierwotnie  przeznaczona na środkową część sonaty fortepianowej nr 21 – opus 53 (Waldsteinowskiej)[159].
- WoO 58: Kadencje fortepianowa d-moll dla 1 i 3 części koncertu fortepianowego d-moll Mozarta (K. 466)[160]:
  - nr 1:  Kadencje fortepianowa d-moll dla 1 części koncertu fortepianowego d-moll Mozarta (K. 466);
  - nr 2:  Kadencje fortepianowa d-moll dla 3 części koncertu fortepianowego d-moll Mozarta (K. 466).
- WoO 59: Bagatela na fortepian a-moll "Dla Elizy" (1810)[161]. ⇒
- WoO 60: Bagatela na fortepian w B-dur "Zeimlich lebhaft" (1818)[162].
- WoO 61: Allegretto na fortepian w b-moll (1821)[163].
- WoO 61a: Allegretto quasi Andante na fortepian g-moll (1825)[164].
- WoO 62: Kwintet smyczkowy C-dur (1826) (nieskończony, istnieje tylko wyciąg fortepianowy)[165].

Wariacje (WoO 63..80)
- WoO 63: Dziewięć wariacji na fortepian na temat marszu Ernsta Christophera Dresslera c-moll (1782)[166].
- WoO 64: Sześć Wariacji na temat piosenki szwajcarskiej na fortepian lub harfę (1792)[167].
- WoO 65: Dwadzieścia cztery wariacje na fortepian na temat arii Vincenzo Righiniego "Venni Amore" D-dur (1791)[168].
- WoO 66: Trzynaście wariacji na fortepian na temat arii "Es war einmal ein alter Mann" z opery Karla Dittersa von Dittersdorfa "Czerwony kapturek" (1792)[169].
- WoO 67: Osiem wariacji na fortepian na cztery ręce C-dur na temat autorstwa hrabiego Ferdynanda von Waldsteina (1792)[170].
- WoO 68: Dwanaście wariacji na fortepian na temat "Menuet la Vigano" z baletu Jakoba Haibela "Le nozze disturbate" (1795)[171].
- WoO 69: Dziewięć wariacji na fortepian A-dur na temat "Quant’ e piu bello" z opery Giovanniego Paisiellego "La Molinara (1795)[172].
- WoO 70: Sześć wariacji na fortepian G-dur na temat "Nel cor piu non mi sento" z opery  Giovanniego Paisiellego "La Molinara" (1795)[173].
- WoO 71: Dwanaście wariacji na fortepian A-dur na temat tańca rosyjskiego z baletu Paula Wranitzky’ego "Das Waldmädchen" (1797)[174].
- WoO 72: Osiem wariacji na fortepian C-dur na temat "Une fievre brulante" z opery André Ernesta Modesta Grétry’ego "Richard Cour de Lion" (1798)[175].
- WoO 73: Dziesięć Wariacji na fortepian B-dur na temat "La stessa, la stessissima" z opery Antonia Salierego w "Falstaff" (1799)[176].
- WoO 74: Pieśń z sześcioma wariacjami na fortepian na cztery ręce D-dur "Ich denke dein" (1803)[177].
- WoO 75: Siedem wariacji na fortepian na temat kwartetu "Kind, willst du ruhig schlafen" z opery Petera von Wintera "Das unterbrochene Opferfest" (1799)[178].
- WoO 76: Osiem wariacji na fortepian F-dur na temat trio "Tandeln und scherzen" z opery Franza Xavera Süssmayra "Soliman II" (1799)[179].
- WoO 77: Sześć łatwych wariacji na fortepian G-dur na temat własny (1800)[180].
- WoO 78: Siedem wariacji na fortepian C-dur na temat "God Save the King"[181].
- WoO 79: Pięć wariacji na fortepian D-dur na temat "Rule Britannia" z maski Thomasa Augustine'a Arne "Alfred" (1803)[182].
- WoO 80: Trzydzieści dwie wariacje na fortepian c-moll na temat własny (1806)[183].

Tańce (WoO 81..86)
- WoO 81: Allemande na fortepian A-dur (1793)[184].
- WoO 82: Menuet na fortepian Es-dur (1803)[185].
- WoO 83: Sześć (Écossaises) na fortepian i orkiestrę Es-dur (1806) (może miało być częścią WoO 16)[186].
- WoO 84: Walc na fortepian Es-dur (1824)[187].
- WoO 85: Walc na fortepian D-dur (1825)[188].
- WoO 86: Ecossaise na fortepian Es-dur (1825)[189]. ⇒

##### Działa wokalne(WoO 87-205)

###### Kantaty, chóry i arie z orkiestrą(WoO 87..98)
- WoO 87: Kantata na śmierć cesarza Józefa II "Trauerkantate auf den Tod Joseph II" (1790)[190].
- WoO 88: Cantata w sprawie podniesienia do godności cesarskiej Leopolda II "Kantate auf die Erhebung Leopold II zur Kaiserwürde" (1790)[191].
- WoO 89: Aria na bas i orkiestrę F-dur "Prüfung des Küssens" (1792)[192].
- WoO 90: Aria na bas i orkiestrę D-dur"Mit Mädeln sich vertragen" (1792)[193].
- WoO 91: Dwie arie na temat "Die Schöne Schusterin"[194]:
  - nr 1: Aria na tenor lub sopran i orkiestrę F-dur "O welch ein Leben!" na temat "Die Schöne Schusterin" (1795)[195];
  - nr 2: Aria na sopran i orkiestrę B-dur "Soll ein Schuh nicht drücken?" na temat "Die Schöne Schusterin" (1795)[196].
- WoO 92: Recytatyw i aria na sopran i orkiestrę A-dur "Primo Amore" (1792)[197].
- WoO 92a: Aria na sopran i orkiestrę smyczkową "No, non turbarti" (1802)[198].
- WoO 93: Duet na sopran i tenor z orkiestrą E-dur "Nei giorni Tuoi felice" (1802)[199].
- WoO 94: Finał na bas, chór i orkiestrę B-dur "Die gute Nachricht" do dramatu "Germania" (1814)[200].
- WoO 95: Chór na 4 głosy, chór mieszany i orkiestrę A-dur "Chor auf die verbündeten Fürsten" (lub od pierwszej frazy: "Ihr weisen Gründer glücklicher Staaten") (1814)[201].
- WoO 96: Muzyka na chór, głosy solowe i orkiestrę do dramatu "Leonore Prohaska". (Część czwarta, marsz pogrzebowy, jest orkiestracją marsza pogrzebowego z sonaty fortepianowej nr 12 opus 26)  (1815)[202]:
  - nr 1: Muzyka na chór i orkiestrę B-dur "Krigerchor: Wir bauen und sterben"[203];
  - nr 2: Muzyka na głosy solo i orkiestrę G-dur "Romanze: Es blüht eine Blume im Garten"[204];
  - nr 3: Muzyka na recytację z orkiestrą D-dur "Melodram: Du, dem sie gewunden"[205];
  - nr 4: Muzyka na orkiestrę b-moll "Marsz żałobny"[206].
- WoO 97: Finałowa pieśń na bas, chór i orkiestrę D-dur na temat "Es ist vollbracht" z operetki Friedricha Trischke "Die Ehrenpforten" (1815)[207].
- WoO 98: Chór na sopran i chór z orkiestrą B-dur na temat pieśni "Wo die sich Pulse" z operetki "Poświęcenie domu" (1822))[208].

###### Dzieła dla wiele głosów z towarzyszeniem fortepianu lub bez akompaniamentu(WoO 99..106)
- WoO 99: Cykl włoskich pieśni polifonicznych "Mehrstimmige italienische Gesänge" (1794..1803):
  - nr 1: Duet na sopran i tenor: "Bei labbri, che Amore"[209];
  - nr 2: Trio na sopran, tenor i bas: "Chi mai di questo core"[210];
  - nr 3.1: Duet: "Fra tutte le pene"[211];
  - nr 3.2: Trio: "Fra tutte le pene"[211];
  - nr 3.3: Kwartet: "Fra tutte le pene"[211];
  - nr 4.1: Kwartet na sopran, alt, tenor i bas B-dur "Gia la notte s’avvicina"[212];
  - nr 4.2: Trio na alt, tenor i bas C-dur "Gia la notte s’avvicina"[212];
  - nr 5.1: Kwartet na sopran, alt, tenor i bas B-dur "Giura il nocchier"[213];
  - nr 5.2: Trio na sopran, alt i bas B-dur "Giura il nocchier"[213];
  - nr 6: Trio na sopran, alt i tenor G-dur "Ma tu tremi"[214];
  - nr 7.1: Kwartet na sopran, alt, tenor i bas B-dur "Nei campi e nelle selve" wersja 1[215];
  - nr 7.2: Kwartet na sopran, alt, tenor i bas B-dur "Nei campi e nelle selve" wersja 2[215];
  - nr 8: Pieśń na fortepian i chór D-dur "O care selve, oh cara"[216];
  - nr 9: Trio na spopran, alt i bas Es-dur "Per te d’amico aprile"[217];
  - nr 10.1: Duet na sopran i alt F-dur "Quella cetra ah pur tu sei"[218];
  - nr 10.2: Trio na sopran, tenor i bas A-dur "Quella cetra ah pur tu sei"[218];
  - nr 10.3: Kwartet na sopran, alt, tenor i bas G-dur "Quella cetra ah pur tu sei"[218];
  - nr 11: Duet na sopran i tenor D-dur "Scrivo in te"[219];
  - nr 12: Kwartet na sopran, alt, tenor i bas C-dur "Silvio, amante disperato"[220].
- WoO 100: Żart muzyczny na trzy głosy i chór G-dur "Lob auf den Dicken" (1801)[221].
- WoO 101: Żart muzyczny na trzy głosy i chór Es-dur "Graf Graf, liebster Graf" (1802)[222].
- WoO 102: Pieśń na dla tenora i dwóch basów "Abschiedsgesang" (1814)[223].
- WoO 103: Kantata na 4 głosy (sopran, dwa tenory oraz bas) i fortepian B-dur "Un lieto Brindisi" ("Cantata campestre") według "Johannisfeier begehn wir heute" (1814)[224].
- WoO 104: Pieśń dla dwóch tenorów i bas c-moll "Gesang der Mönche" na podstawie "Rasch tritt der Tod den Menchen an" z dramtu Friedricha Schillera "Wilhelm Tell" (1817)[225].
- WoO 105: Pieśni na tenor, chór i fortepian C-dur "Hochzeitslied" (pieśń weselna znana też  – od pierwszych słów – jako "Auf, Freunde, singt dem Gott der Ehen!")  (1819)[226].
- WoO 106: Kantata na sopran, chór i fortepian Es-dur "Lobkowitz-Kantate: Es lebe unser teurer Furst!" (1823)[227].

###### Utwory i pieśni na głos solowy i fortepian(WoO 107..151)
Dwadzieścia cztery pieśni (WoO 107-130)
- WoO 107: Pieśń na głos solo i fortepian G-dur "Schilderung eines Mädchens" (1782)[228].
- WoO 108: Pieśń na sopran i fortepian A-dur "An einen Säugling" (1784)[229].
- WoO 109: Pieśń na chór i fortepian C-dur "Trinklied (beim Abschied zu singen)" (1790)[230].
- WoO 110: Pieśń na głos solo i fortepian f-moll "Elegie auf den Tod eines Pudels" ("Stirb immerhin, es welken ja so viele der Freuden") (1793)[231].
- WoO 111: Pieśń na głos solo i fortepian G-dur "Punschlied" "Wer nicht, wenn warm von Hand zu Hand" (1792)[232].
- WoO 112: Pieśń na głos solo i fortepian G-dur "An Laura" "Freud’ umblühe dich auf allen Wegen" (1792)[233].
- WoO 113: Pieśń na głos solo i fortepian E-dur "Klage" "Dein Silver schien durch Eichengrün" (1790)[234].
- WoO 114: Pieśń na głos solo i fortepian E-dur "Ein Selbstgespräch" (1792)[235].
- WoO 115: Pieśń na głos solo i fortepian D-dur "An Minna" "Nur bei dir, an deinem Herzen" (1792)[236].
- WoO 116: Pieśń na głos solo i fortepian c-moll "Que le temps me dure" – wersja 1 (1793)[237].
- WoO 116: Pieśń na głos solo i fortepian C-dur "Que le temps me dure" – wersja 2 (1793).
- WoO 117: Pieśń na głos solo i fortepian (lub orkiestrę) C-dur "Der freie Mann" "Wer ist ein freier Mann?" (1794)[238].
- WoO 118: Pieśni na głos solo i fortepian "Seufzer eines Ungeliebten"[239]:
  - nr 1: Pieśń na głos solo i fortepian "Hast du nicht Liebe zugemessen" (1795);
  - nr 2: Pieśń na głos solo i fortepian "Gegenliebe". Melodia wykorzystana później w fantazji chóralnej opus 80 (1795).
- WoO 119: Pieśń (piosenka) na głos solo i fortepian G-dur "O care selve, oh cara" (1795)[240].
- WoO 120: Pieśń na głos solo i fortepian F-dur "Man strebt, die Flamme zu verhehlen" (1802)[241].
- WoO 121: Pieśń na głos solo i fortepian G-dur "Abschiedsgesang an Wiens Bürger" (1796)[242].
- WoO 122: Pieśń na głos solo i fortepian C-dur "Kriegslied der Osterreicher" "Ein grosses deutches Volk sind wir" (1797)[243].
- WoO 123: Pieśń na głos solo i fortepian G-dur "Zärtliche Liebe" "Ich liebe dich, so wie du mich" (1795)[244].
- WoO 124: Pieśń na głos solo i fortepian A-dur "La partenza" "Ecco quel fiero istante!" (1795)[245].
- WoO 125: Pieśń na głos solo i fortepian Es-dur "La tiranna" "Ah grief to think!" (1799)[246].
- WoO 126: Pieśń na głos solo i fortepian E-dur "Opferlied" "Die Flamme lodert" (1795)[247].
- WoO 127: Pieśń na głos solo i fortepian C-dur "Neue Liebe, neues Leben" "Herz, mein Herz, was soll das geben?" (Słowa powtórnie wykorzystane w pieśni opus 75 nr 2) (1782)[248].
- WoO 128: Pieśń na głos solo i fortepian G-dur "Plaisir d’aimer" "Plaisir d’aimer besoin d’une âme tendre" (1799)[249].
- WoO 129: Pieśń na głos solo i fortepian F-dur "Der Wachtelschlag"  "Ach, wie schalt’s dorten so lieblich hervor" (1803)[250].
- WoO 130: Pieśń na głos solo i fortepian C-dur "Gedenke mein" (1820)[251].
- WoO 131: Szkic do pieśni na głos solo i fortepian d-moll "Król Elfów" "Wer reitet so spat durch Nacht und Wind?" (1796)[252].
- WoO 132: Pieśń na głos solo i fortepian Es-dur "Als die Geliebte sich trennen wollte" (1806)[253].
- WoO 133: Pieśń na głos solo i fortepian A-dur "In questa Tomba oscura" (1807)[254].
- WoO 134: Pieśń "Sehnsucht" w czterech wersjach (1808):
  - nr 1: Pieśń g-moll "Sehnsucht" "Nur wer die Sehnsucht kennt"[255];
  - nr 2: Pieśń g-moll "Sehnsucht" "Nur wer die Sehnsucht kennt"[256];
  - nr 3: Pieśń Es-dur "Sehnsucht" "Nur wer die Sehnsucht kennt"[257];
  - nr 4: Pieśń g-moll "Sehnsucht" "Nur wer die Sehnsucht kennt"[258].

Siedemnaście pieśni (WoO 135-151)
- WoO 135: Pieśń na głos solo i fortepian c-moll "Die laute Klage" "Turteltaube, du klagtest so laut" (1815)[259].
- WoO 136: Pieśń na głos solo i fortepian D-dur "Andenken" "Ich denke dein" (1808)[260].
- WoO 137: Pieśń na głos solo i fortepian B-dur "Gesang aus der Ferne" "Als mir noch die Träne" (1809)[261].
- WoO 138: Pieśń na głos solo i fortepian B-dur "Der Jüngling in der Fremde" "Der Früling entblühet dem Schoß der Natur" (1809)[262].
- WoO 139: Pieśń na głos solo i fortepian D-dur "Der Liebende" "Welch ein wunderbares Leben" (1809)[263].
- WoO 140: Pieśń na głos solo i fortepian D-dur "An die Geliebte" "O daß ich dir vom stillen Auge"[264]:
  - nr 1: Wersja 1 (1811);
  - nr 2: Wersja 2 (1814).
- WoO 141: Pieśń na głos solo i fortepian C-dur "Der Gesang der Nachtigall" "Höre, die Nachtigall singt" (1813)[265].
- WoO 142: Pieśń na głos solo i fortepian e-moll "Der Bardengeist" "Dort auf dem hohen Felsen sang" (1813)[266].
- WoO 143: Pieśń na głos solo i fortepian Es-dur "Des Kriegers Abschied" "Ich zieh’ ins Feld von Lieb’entbrannt" (1814)[267].
- WoO 144: Pieśń na głos solo i fortepian Es-dur "Merkenstein" (Jest to wersja 1 do tych słów. Wersja 2 jest w opus 100) (1814)[268].
- WoO 145: Pieśń na głos solo i fortepian G-dur "Das Geheimnis (Liebe and Wahrheit)" "Wo blüht das Blümchen, das nie verblüht" (1815)[269].
- WoO 146: Pieśń na głos solo i fortepian E-dur "Sehnsucht" "Die stille Nacht umdunkelt" (1816)[270].
- WoO 147: Pieśń na głos solo i fortepian A-dur "Ruf vom Berge" "Wenn ich ein Vöglein wär" (1816)[271].
- WoO 148: Pieśń na głos solo i fortepian F-dur "So oder so" "Nord oder Süd!" (1817)[272].
- WoO 149: Pieśń na głos solo i fortepian D-dur "Resignation" "Lisch aus, mein Licht" (1817)[273].
- WoO 150: Pieśń na głos solo i fortepian E-dur "Abendlied unter’m gestirnten Himmel" "Wenn die Sonne nieder sinket" (1820)[274].
- WoO 151: Pieśń na głos solo i fortepian G-dur "Der edle Mensch sei hülfreich und gut" (1823)[275].

###### Ludowa aranżacje na jeden lub więcej głosów, z towarzyszeniem fortepianu(WoO 152..158)
- WoO 152: Dwadzieścia pięć irlandzkich pieśni ludowych na głosy i trio fortepianowe:
  - nr 1: Irlandzka pieśń Ludowa (koncert) na sopran, tenor, bas, skrzypce, wiolonczelę i fortepian f-moll "The Return to Ulster" "Once again, but how chang’d" (1810)[276];
  - nr 2: Irlandzka pieśń Ludowa na 2 soprany, skrzypce, wiolonczelę i fortepian D-dur "Sweet Power of Song!" (1814)[277];
  - nr 3: Irlandzka pieśń Ludowa na głos solo, skrzypce, wiolonczelę i fortepian F-dur "Once more I hail thee" (1810)[278];
  - nr 4: Irlandzka pieśń Ludowa na głos solo, skrzypce, wiolonczelę i fortepian g-moll "The morning air plays on my face" (1810)[279];
  - nr 5: Irlandzka pieśń Ludowa na głos solo, skrzypce, wiolonczelę i fortepian a-moll "On the massacre of Glencoe" "O! tell me, harper" (1810)[280];
  - nr 6: Irlandzka pieśń Ludowa na 2 głosy sopran, tenor, skrzypce, wiolonczelę i fortepian b-moll "What shall I do to shew how much I love her?" (1810)[281];
  - nr 7: Irlandzka pieśń Ludowa na głos solo, skrzypce, wiolonczelę i fortepian D-dur "His boat comes on the sunny tide" (1810)[282];
  - nr 8: Irlandzka pieśń Ludowa na głos solo, skrzypce, wiolonczelę i fortepian F-dur "Come draw we round a cheerful ring" (1810)[283];
  - nr 9: Irlandzka pieśń Ludowa na głos solo, skrzypce, wiolonczelę i fortepian Es-dur "The Soldier’s Dream" "Our bugles sung truce" (1810)[284];
  - nr 10: Irlandzka pieśń Ludowa na głos solo, skrzypce, wiolonczelę i fortepian F-dur "The Deserter" "If sadly thinking and spirits sinking" (1812)[285];
  - nr 11: Irlandzka pieśń Ludowa na głos solo, skrzypce, wiolonczelę i fortepian c-moll "Thou emblem of faith" (1812)[286];
  - nr 12: Irlandzka pieśń Ludowa na głos solo, skrzypce, wiolonczelę i fortepian D-dur "English Bulls, or The Irishman in London" "Och! have you not heard, Pat" (1810)[287];
  - nr 13: Irlandzka pieśń Ludowa na głos solo, skrzypce, wiolonczelę i fortepian C-dur "Musing on the roaring ocean" (1812)[288];
  - nr 14: Irlandzka pieśń Ludowa na głos solo, skrzypce, wiolonczelę i fortepian G-dur "Dermot and Shelah" "O who sits so sadly" (1810)[289];
  - nr 15: Irlandzka pieśń Ludowa na głos solo, skrzypce, wiolonczelę i fortepian A-dur "Let brainspinning swains" (1810)[290];
  - nr 16: Irlandzka pieśń Ludowa na głos solo, skrzypce, wiolonczelę i fortepian D-dur "Hide not thy anguish" (1810)[291];
  - nr 17: Irlandzka pieśń Ludowa na głos solo, skrzypce, wiolonczelę i fortepian D-dur "In vain to this desert my fate I deplore" (1810)[292];
  - nr 18: Irlandzka pieśń Ludowa na głos solo, skrzypce, wiolonczelę i fortepian d-moll "They bid me slight my Dermot dear" (1810)[293];
  - nr 19: Irlandzka pieśń Ludowa na dwa głosy, skrzypce, wiolonczelę i fortepian a-moll "Wife, Children and Friends" "When the blackletter’d list to the gods was presented" (1812)[294];
  - nr 20: Irlandzka pieśń Ludowa na dwa głosy, skrzypce, wiolonczelę i fortepian d-moll "Farewell bliss and farewell Nancy" (1810)[295];
  - nr 21: Irlandzka pieśń Ludowa na głos solo, skrzypce, wiolonczelę i fortepian D-dur "Morning a cruel turmoiler is" (1812)[296];
  - nr 22: Irlandzka pieśń Ludowa na głos solo, skrzypce, wiolonczelę i fortepian D-dur "From Garyone, my happy home" "Garyone" (1812)[297];
  - nr 23: Irlandzka pieśń Ludowa na głos solo, skrzypce, wiolonczelę i fortepian F-dur "A wand’ring gypsey, Sirs, am I" (1810)[298];
  - nr 24: Irlandzka pieśń Ludowa na głos solo, skrzypce, wiolonczelę i fortepian F-dur "The Traugh Welcome" "Shall a son of O’Donnell be cheerless and cold" (1812)[299];
  - nr 25: Irlandzka pieśń Ludowa na głos solo, skrzypce, wiolonczelę i fortepian Es-dur "O harp of Erin thou art now laid low" "I once had a true love" (1812)[300].
- WoO 153: Dwadzieścia irlandzkich pieśni ludowych na głosy i trio fortepianowe:
  - nr 1: Irlandzka pieśń Ludowa na dwa głosy, skrzypce, wiolonczelę i fortepian Es-dur "When eve’s last rays in twilight die" (1810)[301];
  - nr 2: Irlandzka pieśń Ludowa na głos solo, skrzypce, wiolonczelę i fortepian D-dur "No riches from his scanty store" (1810)[302];
  - nr 3: Irlandzka pieśń Ludowa na głos solo, skrzypce, wiolonczelę i fortepian D-dur "The British Light Dragoons, or The Plain of Badajos" "’Twas a Marechal of France" (1810)[303];
  - nr 4: Irlandzka pieśń Ludowa na głos solo, skrzypce, wiolonczelę i fortepian g-moll "Since greybeards inform us that youth will decay" (1810)[304];
  - nr 5: Irlandzka pieśń Ludowa na dwa głosy, skrzypce, wiolonczelę i fortepian c-moll "I dream’d I lay where flow’rs were springing" (1813)[305];
  - nr 6: Irlandzka pieśń Ludowa na głos solo, skrzypce, wiolonczelę i fortepian c-moll "Sad and luckless was the season" (1815)[306];
  - nr 7: Irlandzka pieśń Ludowa na głos solo, skrzypce, wiolonczelę i fortepian g-moll "O soothe me, my lyre" (1813)[307];
  - nr 8: Irlandzka pieśń Ludowa na głosy i chór, skrzypce, wiolonczelę i fortepian F-dur "Norah of Balamagairy" "Farewell mirth and hilarity" (1813)[308];
  - nr 9: Irlandzka pieśń Ludowa na głos solo, skrzypce, wiolonczelę i fortepian Es-dur "The kiss, dear maid, thy lip has left" (1813)[309];
  - nr 10: Irlandzka pieśń Ludowa na dwa głosy, skrzypce, wiolonczelę i fortepian F-dur "Oh, thou hapless soldier" (1810)[310];
  - nr 11: Irlandzka pieśń Ludowa na głos solo, skrzypce, wiolonczelę i fortepian c-moll "When far from the home" (1813)[311];
  - nr 12: Irlandzka pieśń Ludowa na głos solo, skrzypce, wiolonczelę i fortepian G-dur "I’ll praise the saints with early song" (1813)[312];
  - nr 13: Irlandzka pieśń Ludowa na głos solo, skrzypce, wiolonczelę i fortepian G-dur "Tis sunshine at last" (1815)[313];
  - nr 14: Irlandzka pieśń Ludowa na głos solo, skrzypce, wiolonczelę i fortepian G-dur "Paddy O’Rafferty" (1813)[314];
  - nr 15: Irlandzka pieśń Ludowa na głos solo, skrzypce, wiolonczelę i fortepian F-dur "Tis but in vain, for nothing thrives" (1813)[315];
  - nr 16: Irlandzka pieśń Ludowa na głos solo, skrzypce, wiolonczelę i fortepian c-moll "O might I but my Patrick love!" (1813)[316];
  - nr 17: Irlandzka pieśń Ludowa na głos solo, skrzypce, wiolonczelę i fortepian A-dur "Come, Darby dear! easy, be easy" (1813)[317];
  - nr 18: Irlandzka pieśń Ludowa na głos solo, skrzypce, wiolonczelę i fortepian Es-dur "No more, my Mary, I sigh for splendour" (1813)[318];
  - nr 19: Irlandzka pieśń Ludowa na głos solo, skrzypce, wiolonczelę i fortepian B-dur "Judy, lovely, matchless creature" (1813)[319];
  - nr 20: Irlandzka pieśń Ludowa na głos solo, skrzypce, wiolonczelę i fortepian d-moll "Thy ship must sail, my Henry dear" (1813)[320].
- WoO 154: Dwanaście irlandzkich pieśni ludowych:
  - nr 1: Irlandzka pieśń Ludowa na głos solo, skrzypce, wiolonczelę i fortepian D-dur "The Elfin Fairies" "We fairy elves in secret dells" "Planxty Kelly" ([1813])[321];
  - nr 2: Irlandzka pieśń Ludowa na głos solo, skrzypce, wiolonczelę i fortepian Es-dur "O harp of Erin thou art now laid low" "I once had a true love" ([1813])[322];
  - nr 3: Irlandzka pieśń Ludowa na głos solo, skrzypce, wiolonczelę i fortepian G-dur "The Farewell Song" "O Erin" "The old woman" (1813)[323];
  - nr 4: Irlandzka pieśń Ludowa na głos solo, skrzypce, wiolonczelę i fortepian F-dur "The pulse of a Irishman" "St Patrick’s Day" (1813)[324];
  - nr 5: Irlandzka pieśń Ludowa na głos solo, skrzypce, wiolonczelę i fortepian b-moll "O who, my dear Dermot" "Crooghan a Venee" (1813)[325];
  - nr 6: Irlandzka pieśń Ludowa na głos solo, skrzypce, wiolonczelę i fortepian F-dur "Put round the bright wine" "Put round the bright wine" (1813)[326];
  - nr 7: Irlandzka pieśń Ludowa na głos solo, skrzypce, wiolonczelę i fortepian D-dur "From Garyone, my happy home" "Garyone" (1813)[327];
  - nr 8: Irlandzka pieśń Ludowa na głosy, chór, skrzypce, wiolonczelę i fortepian F-dur "Save me from the grave and wise" "Nora Creina" (1813)[328];
  - nr 9: Irlandzka pieśń Ludowa na dwa głosy, skrzypce, wiolonczelę i fortepian g-moll "O would I were but that sweet linnet!" "The pretty girl milking the cow" ([1813])[329];
  - nr 10: Irlandzka pieśń Ludowa na dwa głosy, skrzypce, wiolonczelę i fortepian D-dur "The hero may perish" "The fox’s sleep" (1813)[330];
  - nr 11: Irlandzka pieśń Ludowa na dwa głosy, skrzypce, wiolonczelę i fortepian F-dur "The Soldier in a Foreign Land" "The Soldier in a Foreign Land" "The Brown Maid" (1813)[331];
  - nr 12: Irlandzka pieśń Ludowa na dwa głosy, skrzypce, wiolonczelę i fortepian B-dur "He promis’d me at parting" (1813)[332].
- WoO 155: Dwadzieścia sześć walijskich pieśni ludowych:
  - nr 1: Walijska pieśń ludowa na głos z towarzyszeniem fortepianu, skrzypiec i wiolonczeli B-dur "Chase of the Wolf" "Sion, the Son of Evan" "Hear the shouts of Evan’s son" (1810)[333];
  - nr 2: Walijska pieśń ludowa na dwa głosy z towarzyszeniem fortepianu, skrzypiec i wiolonczeli c-moll "The Monks of Bangor’s March" "When the heathen trumpet’s clang" (1810)[334];
  - nr 3: Walijska pieśń ludowa na głos z towarzyszeniem fortepianu, skrzypiec i wiolonczeli  G-dur "The Cottage Maid" "I envy not the splendour fine" (1810)[335];
  - nr 4: Walijska pieśń ludowa na głos z towarzyszeniem fortepianu, skrzypiec i wiolonczeli Es-dur "Love without Hope" "Her features speak the warmest heart" (1810)[336];
  - nr 5: Walijska pieśń ludowa na głos z towarzyszeniem fortepianu, skrzypiec i wiolonczeli B-dur "The Golden Robe" "A golden robe my Love shall wear" (1810)[337];
  - nr 6: Walijska pieśń ludowa na głos z towarzyszeniem fortepianu, skrzypiec i wiolonczeli F-dur "The Fair Maid of Mona" "How, my love, could hapless doubts o’ertake thee" (1810)[338];
  - nr 7: Walijska pieśń ludowa na głos z towarzyszeniem fortepianu, skrzypiec i wiolonczeli Es-dur "Oh let the night my blushes hide" (1810)[339];
  - nr 8: Walijska pieśń ludowa na głos z towarzyszeniem fortepianu, skrzypiec i wiolonczeli D-dur "Farewell, farewell, thou noisy town" (1810)[340];
  - nr 9: Walijska pieśń ludowa na głos z towarzyszeniem fortepianu, skrzypiec i wiolonczeli Es-dur "To the Aeolian Harp" "Harp of the winds" (1810)[341];
  - nr 10: Walijska pieśń ludowa na głos z towarzyszeniem fortepianu, skrzypiec i wiolonczeli F-dur "Ned Pugh’s Farewell" "To leave my dear girl, my country, and friends" (1810)[342];
  - nr 11: Walijska pieśń ludowa na głos z towarzyszeniem fortepianu, skrzypiec i wiolonczeli Es-dur "Merch Megan, or Peggy’s Daughter" "In the white cot where Peggy dwells"  (1810)[343];
  - nr 12: Walijska pieśń ludowa na głos z towarzyszeniem fortepianu, skrzypiec i wiolonczeli D-dur "Waken Lords and Ladies gay" (1810)[344];
  - nr 13: Walijska pieśń ludowa na głos z towarzyszeniem fortepianu, skrzypiec i wiolonczeli A-dur "Helpless Woman" "How cruel are the parents" (1810)[345];
  - nr 14: Walijska pieśń ludowa na dwa głosy z towarzyszeniem fortepianu, skrzypiec i wiolonczeli B-dur "The Dream" "Last night worn with anguish" (1810)[346];
  - nr 15: Walijska pieśń ludowa na głos z towarzyszeniem fortepianu, skrzypiec i wiolonczeli a-moll "When mortals all to rest retire" (1810)[347];
  - nr 16: Walijska pieśń ludowa na głos z towarzyszeniem fortepianu, skrzypiec i wiolonczeli G-dur "The Damsels of Cardigan" "Fair Tivy" (1810)[348];
  - nr 17: Walijska pieśń ludowa na głos z towarzyszeniem fortepianu, skrzypiec i wiolonczeli F-dur "The Dairy House" "A spreading hawthorn shades the seat" (1810)[349];
  - nr 18: Walijska pieśń ludowa na głos z towarzyszeniem fortepianu, skrzypiec i wiolonczeli F-dur "Sweet Richard" "Yes, thou art chang’d since first we met" (1810)[350];
  - nr 19: Walijska pieśń ludowa na głos z towarzyszeniem fortepianu, skrzypiec i wiolonczeli g-moll "The Vale of Clwyd" "Think not I’ll leave" (1810)[351];
  - nr 20: Walijska pieśń ludowa na głos z towarzyszeniem fortepianu, skrzypiec i wiolonczeli D-dur "To the Blackbird" "Sweet warbler of a strain divine" (1813)[352];
  - nr 21: Walijska pieśń ludowa na głos z towarzyszeniem fortepianu, skrzypiec i wiolonczeli D-dur "Cupid’s Kindness" "Dear brother" (1810)[353];
  - nr 22: Walijska pieśń ludowa na dwa głosy z towarzyszeniem fortepianu, skrzypiec i wiolonczeli g-moll "Constancy" "Tho’ cruel fate should bid us part" (1810)[354];
  - nr 23: Walijska pieśń ludowa na głos z towarzyszeniem fortepianu, skrzypiec i wiolonczeli b-moll "The Old Strain" "My pleasant home beside the Dee!" (1810)[355];
  - nr 24: Walijska pieśń ludowa na głos z towarzyszeniem fortepianu, skrzypiec i wiolonczeli D-dur "Three Hundred Pounds" "In yonder snug cottage" (1810)[356];
  - nr 25: Walijska pieśń ludowa na głos z towarzyszeniem fortepianu, skrzypiec i wiolonczeli a-moll "The Parting Kiss" "Laura, thy sighs must now no more" (1815)[357];
  - nr 26: Walijska pieśń ludowa na głos z towarzyszeniem fortepianu, skrzypiec i wiolonczeli G-dur "Good Night" "Ere yet we slumber seek" (1810)[358].
- WoO 156: Dwanaście szkockich pieśni ludowych z towarzyszeniem fortepianu:
  - nr 1: Szkocka pieśń ludowa na trio wokalne z towarzyszeniem fortepianu G-dur "The Banner of Buccleuch" "rom the brown crest of Newark" (1819)[359];
  - nr 2: Szkocka pieśń ludowa na trio wokalne z towarzyszeniem fortepianu A-dur "Duncan Gray" "Duncan Gray came here to woo" (1818)[360];
  - nr 3: Szkocka pieśń ludowa na trio wokalne z towarzyszeniem fortepianu G-dur "Up! quit thy bower" (1819)[361];
  - nr 4: Szkocka pieśń ludowa na trio wokalne z towarzyszeniem fortepianu C-dur "Ye shepherds of this pleasant vale" (1818)[362];
  - nr 5: Szkocka pieśń ludowa na głos z towarzyszeniem fortepianu A-dur "Cease your funning" (1817)[363];
  - nr 6: Szkocka pieśń ludowa na głos z towarzyszeniem fortepianu D-dur "Highland Harry" "My Harry was a gallant gay" (1815)[364];
  - nr 7: Szkocka pieśń ludowa na głos z towarzyszeniem fortepianu B-dur "Polly Stewart" "O lovely Polly Stewart" (1818)[365];
  - nr 8: Szkocka pieśń ludowa na trio wokalne z towarzyszeniem fortepianu f-moll "Womankind" "The hero may perish his country to save" (1818)[366];
  - nr 9: Szkocka pieśń ludowa na trio wokalne z towarzyszeniem fortepianu g-moll "Lochnagar" "Away ye gay landscapes" (1818)[367];
  - nr 10: Szkocka pieśń ludowa na trio wokalne z towarzyszeniem fortepianu C-dur "Glencoe" "O tell us, Harper" (1819)[368];
  - nr 11: Szkocka pieśń ludowa na trio wokalne z towarzyszeniem fortepianu F-dur "Auld Lang Syne" "Should auld acquaintance be forgot" (1818)[369];
  - nr 12: Szkocka pieśń ludowa na trio wokalne z towarzyszeniem fortepianu A-dur "The Quaker’s Wife" "Dark was the morn and black the sea" (1818)[370].
- WoO 157: Dwanaście pieśni ludowe różnych narodowości z akompaniamentem fortepianu, skrzypiec i wiolonczeli:
  - nr 1: Angielska pieśń ludowa na głosy i chór z akompaniamentem fortepianu, skrzypiec i wiolonczeli B-dur "God Save the King" "God save our Lord the King" (1817)[371];
  - nr 2: Irlandzka pieśń ludowa na głos z akompaniamentem fortepianu, skrzypiec i wiolonczeli F-dur "The Soldier" "The Soldier" (1815)[372];
  - nr 3: Szkocka pieśń ludowa na trio wokalne z akompaniamentem fortepianu, skrzypiec i wiolonczeli F-dur "Charlie is my darling" (1819)[373];
  - nr 4: Sysylijska pieśń ludowa na trio wokalne z akompaniamentem fortepianu, skrzypiec i wiolonczeli F-dur "O sanctissima" (1817)[374];
  - nr 5: Angielska pieśń ludowa na trio wokalne z akompaniamentem fortepianu, skrzypiec i wiolonczeli c-moll "The Miller of Dee" "here was a jolly miller once" (1819)[375];
  - nr 6: Irlandzka pieśń ludowa na dwa głosy z akompaniamentem fortepianu, skrzypiec i wiolonczeli F-dur "A health to the brave" (1815)[376];
  - nr 7: Irlandzka pieśń ludowa na trio wokalne z akompaniamentem fortepianu, skrzypiec i wiolonczeli C-dur "Robin Adair" "Since all thy vows, false maid" (1815)[377];
  - nr 8: Irlandzka pieśń ludowa na głos z akompaniamentem fortepianu, skrzypiec i wiolonczeli G-dur "By the side of the Shannon" (1815)[378];
  - nr 9: Szkocka pieśń ludowa na głosy i chór z akompaniamentem fortepianu, skrzypiec i wiolonczeli e-moll "Highlander’s Lament" "My Harry was a gallant gay" (1820)[379];
  - nr 10: Szkocka pieśń ludowa na głos z akompaniamentem fortepianu, skrzypiec i wiolonczeli g-moll "Sir Johnnie Cope" (1817)[380];
  - nr 11: Irlandzka pieśń ludowa na głosy i chór z akompaniamentem fortepianu, skrzypiec i wiolonczeli B-dur "The Wandering Minstrel" "I am bow’d down" (1815)[381];
  - nr 12: Wenecka pieśń ludowa na głos z akompaniamentem fortepianu, skrzypiec i wiolonczeli G-dur "La gondoletta" "La biondina in gondoletta" (1816)[382].
- WoO 158a: Dwadzieścia trzy kontynentalne pieśni ludowe z akompaniamentem fortepianu, skrzypiec i wiolonczeli:
  - nr 1: Duńska pieśń ludowa na głos z akompaniamentem fortepianu, skrzypiec i wiolonczeli F-dur "Ridder Stigs Runer" (1817)[383];
  - nr 2: Niemiecka pieśń ludowa na głos z akompaniamentem fortepianu, skrzypiec i wiolonczeli E-dur "Horch auf, mein Liebchen" (1816)[384];
  - nr 3: Niemiecka pieśń ludowa na głos z akompaniamentem fortepianu, skrzypiec i wiolonczeli Es-dur "Wegen meiner blieb d’Fräula" (1816)[385];
  - nr 4: Tyrolska pieśń ludowa na głos z akompaniamentem fortepianu, skrzypiec i wiolonczeli Es-dur "Wann i in der Früh aufsteh" (1816)[386];
  - nr 5: Tyrolska pieśń ludowa na głos z akompaniamentem fortepianu, skrzypiec i wiolonczeli F-dur "Teppichkrämer-Lied" "I bin a Tyroler Bua" (1816)[387];
  - nr 6: Tyrolska pieśń ludowa na głos z akompaniamentem fortepianu, skrzypiec i wiolonczeli F-dur "A Madel, ja a Madel" (1816)[388];
  - nr 7: Tyrolska pieśń ludowa na głos z akompaniamentem fortepianu, skrzypiec i wiolonczeli G-dur "Wer solche Buema afipackt" (1817)[389];
  - nr 8: Tyrolska pieśń ludowa na głos z akompaniamentem fortepianu, skrzypiec i wiolonczeli F-dur "Ih mag di nit nehma, du töppeter Hecht" (1817)[390];
  - nr 9: Polska pieśń ludowa na głos z akompaniamentem fortepianu, skrzypiec i wiolonczeli G-dur "Oj, oj upiłem się w karczmie" (1816)[391];
  - nr 10: Polska pieśń ludowa na głos z akompaniamentem fortepianu, skrzypiec i wiolonczeli G-dur "Poszła baba po popiół" (1816)[392];
  - nr 11: Iberyjska pieśń ludowa na głos z akompaniamentem fortepianu, skrzypiec i wiolonczeli G-dur "Yo no quiero embarcarme" (1816)[393];
  - nr 12: Portugalska pieśń ludowa na dwa głosy z akompaniamentem fortepianu, skrzypiec i wiolonczeli A-dur "Seus lindos olhos" (1816)[394];
  - nr 13: Rosyjska pieśń ludowa na głos z akompaniamentem fortepianu, skrzypiec i wiolonczeli C-dur "Во лесочке комарочков много уродилось" "Vo lesocke komarockov mnogo urodilos" (1816)[395];
  - nr 14: Rosyjska pieśń ludowa na głos z akompaniamentem fortepianu, skrzypiec i wiolonczeli g-moll "Ах, реченьки, реченьки" "Akh, recen’ki, recen’ki" (1816)[396];
  - nr 15: Rosyjska pieśń ludowa na głos z akompaniamentem fortepianu, skrzypiec i wiolonczeli C-dur "Как пошли наши подружки" "Kak Posli nasi podruzki" (1816)[397];
  - nr 16: Ukraińska (kozacka) pieśń ludowa na głos z akompaniamentem fortepianu, skrzypiec i wiolonczeli a-moll "Schöne Minka, ich muß schei" (1816)[398];
  - nr 17: Szwedzka pieśń ludowa na głos z akompaniamentem fortepianu, skrzypiec i wiolonczeli a-moll "Lilla Carl" (1817)[399];
  - nr 18: Szwajcarska pieśń ludowa na dwa głosy z akompaniamentem fortepianu, skrzypiec i wiolonczeli F-dur "An ä Bergli bin i gesässe" (1816)[400];
  - nr 19: Hiszpańska pieśń ludowa na głos z akompaniamentem fortepianu, skrzypiec i wiolonczeli B-dur "Una paloma blanca" (1816)[401];
  - nr 20: Hiszpańska pieśń ludowa na dwa głosy z akompaniamentem fortepianu, skrzypiec i wiolonczeli C-dur "Como la mariposa soy" (1816)[402];
  - nr 21: Hiszpańska pieśń ludowa na głos z akompaniamentem fortepianu, skrzypiec i wiolonczeli C-dur "Tiranilla Espanola" (1816)[403];
  - nr 22: Węgierska pieśń ludowa na głos z akompaniamentem fortepianu, skrzypiec i wiolonczeli G-dur "Édes kinos emlékezet" (1817)[404];
  - nr 23: Wenecka pieśń ludowa na głos z akompaniamentem fortepianu, skrzypiec i wiolonczeli A-dur "Da brava, Catina" (1816)[405].
- WoO 158b: Siedem brytyjskich pieśni ludowych na głos z akompaniamentem fortepianu, skrzypiec i wiolonczeli:
  - nr 1: Pieśń irlandzka na głos z akompaniamentem fortepianu, skrzypiec i wiolonczeli A-dur "Adieu, my lov’d harp" (1813)[406];
  - nr 2: Pieśń irlandzka na wokalne trio lub wokalny kwartet z akompaniamentem fortepianu, skrzypiec i wiolonczeli (bez tekstu) Es-dur "Castle O’Neill" (1813)[407];
  - nr 3: Pieśń szkocka na głos z akompaniamentem fortepianu, skrzypiec i wiolonczeli F-dur "Oh ono chri!" (1817)[408];
  - nr 4: Pieśń szkocka na głos z akompaniamentem fortepianu, skrzypiec i wiolonczeli E-dur "Red gleams the sun on yon hill tap" (1817)[409];
  - nr 5: Pieśń szkocko-irlandzka na głos z akompaniamentem fortepianu, skrzypiec i wiolonczeli G-dur "Erin! O Erin!" (1815)[410];
  - nr 6: Pieśń szkocka na głos z akompaniamentem fortepianu, skrzypiec i wiolonczeli a-moll "O Mary ye’s be clad in silk" (1815)[411];
  - nr 7: Pieśń irlandzka na głos z akompaniamentem fortepianu, skrzypiec i wiolonczeli G-dur "Lament for Owen Roe O’Neill" (1810)[412].
- WoO 158c: Sześć pieśni ludowe na głos z akompaniamentem fortepianu, skrzypiec i wiolonczeli:
  - nr 1: Pieśń na głos z akompaniamentem fortepianu, skrzypiec i wiolonczeli e-moll "When my Hero in court appears" (1817)[413];
  - nr 2: Pieśń na głos z akompaniamentem fortepianu, skrzypiec i wiolonczeli B-dur "Air de Colin"[414];
  - nr 3: Szkocka pieśń na głos z akompaniamentem fortepianu, skrzypiec i wiolonczeli B-dur "Mark yonder pomp of costly fashion" (1817)[415];
  - nr 4: Szkocka pieśń na trzy głosy z akompaniamentem fortepianu, skrzypiec i wiolonczeli A-dur "Bonnie wee thing" (1820)[416];
  - nr 5: Szkocka pieśń na trzy głosy z akompaniamentem fortepianu, skrzypiec i wiolonczeli B-dur "From thee, Eliza, I must go" (1820)[417];
  - nr 6: Szkocka pieśń na głos z akompaniamentem fortepianu, skrzypiec i wiolonczeli e-moll (bez tytułu) (1818)[418].
- WoO 158d: Francuzka pieśń na głos z akompaniamentem fortepianu, skrzypiec i wiolonczeli F-dur "Air Français" (1810)[419].

###### Czterdzieści trzykanonywokalne(WoO 159..198)
- WoO 159: 3-głosowy kanon F-dur "Im Arm der Liebe ruht sich’s wohl" (1795)[420].
- WoO 160/1: 3-głosowy kanon G-dur (dotyczy tekstu "O care selve" z WoO 119) (1795)[421].
- WoO 160/2: 4-głosowy kanon C-dur (bez tekstu) (1795)[422].
- WoO 161: 3-głosowy kanon C-dur "Ewig dein!" (1811)[423].
- WoO 162: 4-głosowy kanon B-dur "Ta ta ta, lieber Mälzel" (1812)[424].
- WoO 163: 3-głosowy kanon f-moll "Kurz ist der Schmerz, und ewig ist die Freude" (1813)[425].
- WoO 164: 3-głosowy kanon C-dur "Freundschaft ist die Quelle wahrer Glückseligkeit" (1814)[426].
- WoO 165: 4-głosowy kanon C-dur "Glück zum neuen Jahr!" (Wersja 1. Wersja 2: WoO 176) (1815)[427].
- WoO 166: 3-głosowy kanon F-dur "Kurz ist der Schmerz, und ewig ist die Freude" (1815)[428].
- WoO 167: 3-głosowy kanon C-dur "Brauchle, Linke" (1815)[429].
- WoO 168a: 3-głosowy kanon F-dur "Das Schweigen" "Lerne Schweigen, o Freund" (1816)[430].
- WoO 168b: 3-głosowy kanon F-dur "Das Reden" "Rede, wenn’s um einen Freund dir gilt" (1816)[431].
- WoO 169: 2-głosowy kanon C-dur "Ich küße Sie, drücke Sie an mein Herz" (1816)[432].
- WoO 170: 2-głosowy kanon C-dur "Ars longa, vita brevis" (Wersja 1. Inne wersje: WoO 192 oraz WoO 193) (1816)[433].
- WoO 171: 4-głosowy kanon G-dur "Glück fehl’ dir vor allem!" (1817)[434].
- WoO 172: 3-głosowy kanon Es-dur "Ich bitt’ dich, schreib’ mir die Es-Scala auf" (1818)[435].
- WoO 173: 2-głosowy kanon B-dur "Hol’ euch der Teufel! B’hüt euch Gott!" (1819)[436].
- WoO 174: 4-głosowy kanon B-dur "Glaube und hoffe" (1819)[437].
- WoO 175: 4-głosowy kanon A-dur/C-dur "Sankt Petrus war ein Fels/ Bernardus war ein Sankt" (1820)[438].
- WoO 176: 3-głosowy kanon F-dur "Glück zum neuen Jahr!" (Wersja 2. Wersja 1: WoO 165)) (1819)[439].
- WoO 177: 2-głosowy męski (basy) i 2 kontrabasowy z akompaniamentem wiolonczeli kanon e-moll "Bester Magistrat, Ihr frie" (1820)[440].
- WoO 178: 3-głosowy kanon B-dur "Signor Abate" (1820)[441].
- WoO 179: 4-głosowy kanon C-dur "Seiner Kaiserlichen Hoheit...alles Gute, alles Schöne" (1819)[442].
- WoO 180: 2-głosowy kanon C-dur "Auf einen, welcher Hoffmann geheißen" "Hoffmann, sei ja kein Hofmann" (1820)[443].
- WoO 181/1: 4-głosowy kanon C-dur "Gedenket heute an Baden" (1820)[444].
- WoO 181/2: 4-głosowy kanon C-dur "Gehabt euch wohl" (1820)[445].
- WoO 181/3: 3-głosowy kanon C-dur "Tugend ist kein leerer Name" (1820)[446].
- WoO 182: 3-głosowy kanon d-moll "O Tobias" (1821)[447].
- WoO 183: 4-głosowy kanon F-dur "Bester Herr Graf, Sie sind ein Schaf" (1823)[448].
- WoO 184: 5-głosowy kanon G-dur "Falstafferel, lass dich sehen!" (1823)[449].
- WoO 185: 6-głosowy kanon E-dur "Edel sei der Mensch, hülfreich und gut" (1823)[450].
- WoO 186: 2-głosowy kanon Es-dur "Te solo adoro" (1824)[451].
- WoO 187: 4-głosowy kanon F-dur "Auf einen, welcher Schwenke geheißen" "Schwenke dich ohne Schwänke" (1824)[452].
- WoO 188: 2-głosowy kanon B-dur "Gott ist eine feste Burg" (1825)[453].
- WoO 189: 4-głosowy kanon C-dur "Doktor, sperrt das Tor dem Tod" 1825[454].
- WoO 190: 2-głosowy kanon C-dur "Ich war hier, Doktor, ich war hier" (1825)[455].
- WoO 191: 3-głosowy kanon B-dur "Bach" "Kühl, nicht lau" (1825)[456].
- WoO 192: 4-głosowy kanon F-dur "Ars longa, vita brevis" (Wersja 2. Inne wersje: WoO 170 oraz WoO 193) (1825)[457].
- WoO 193: Kanon C-dur "Ars longa, vita brevis" (Wersja 3. Inne wersje: WoO 170 oraz WoO192) (1825)[458].
- WoO 194: Kanon F-dur "Si non per portas, per muros" (1825)[459].
- WoO 195: 2-głosowy kanon a-moll "Freu dich des Lebens" (1825)[460].
- WoO 196: 4-głosowy (tenory) kanon F-dur "Es muß sein!" (1826)[461].
- WoO 197: 5-głosowy kanon C-dur "Das ist das Werk, sorgt um das Geld!" (1826)[462].
- WoO 198: 2-głosowy kanon C-dur "Wir irren allesamt" (1826)[463].

###### Muzyczne żarty, dowcipy i dedykacje(WoO 199..205)
- WoO 199: Żart muzyczny D-dur "Ich bin der Herr von zu" (1814)[464].
- WoO 200: Utwór na fortepian G-dur "Hoffnung O!" (1818)[465].
- WoO 201: Żart muzyczny C-dur "Ich bin bereit! Amen" (1818)[466]
- WoO 202: Kanon F-dur "Das Schöne Guten zu dem" (pierwsza wersja)(1823)[467].
- WoO 203: Kanon A-dur "Das Schöne Guten zu dem" (druga wersja)(1825)[468].
- WoO 204: Żart muzyczny d-moll "Holz, Holz, geigt die Quartette so" (1825)[469].
- WoO 205: Dziesięć muzycznych dedykacji:
  - nr 1: Muzyczna dedykacja na altówkę, tenor i bas C-dur "Baron, Baron, Baron" (1798)[470];
  - nr 2: Muzyczna dedykacja C-dur "Allein, allein, allein, jedoch. Silentium!!" (1814)[471];
  - nr 3: Muzyczna dedykacja a-moll "O Adjutant" (1817)[472];
  - nr 4: Muzyczna dedykacja C-dur "Wo? Wo?" (1817)[473];
  - nr 5: Muzyczna dedykacja D-dur "Erfüllung, Erfüllung" (1819)[474];
  - nr 6: Muzyczna dedykacja F-dur "Scheut euch nicht" (1822)[475];
  - nr 7: Muzyczna dedykacja E-dur "Tobias! Paternostergäßler. Tobias! Paternostergäßlerischer, Bierhäuslerischer musikalischer Philister!" (1824)[476];
  - nr 8: Muzyczna dedykacja D-dur "Tobias Tobias" (1825)[477];
  - nr 9: Muzyczna dedykacja C-dur "Bester Tobias" (1826)[478];
  - nr 10: Muzyczna dedykacja C-dur "Erster aller Tobiasse" (1826)[479].

#### Działa z numerami Anhang (Anh)
Są to prace z dodatku (Anhang w języku niemieckim) z katalogu Kinskiego. Najprawdopodobniej zostały stworzone podczas życia Beethovena, ale może nie zostały napisane przez niego. Autorstwo Beethovena wszystkich pozycji jest wątpliwe.
- Anh 1: Symfonia C-dur "Jenajska" (aktualnie przypisywana Friedrichowi Wittowi)[480].
- Anh 2: Sześć kwartetów smyczkowych:
  - nr 1: Kwartet smyczkowy C-dur[481];
  - nr 2: Kwartet smyczkowy G-dur[482];
  - nr 3: Kwartet smyczkowy Es-dur[483];
  - nr 4: Kwartet smyczkowy f-moll[484];
  - nr 5: Kwartet smyczkowy D-dur[485];
  - nr 6: Kwartet smyczkowy B-dur[486].
- Anh 3: Trio fortepianowe D-dur (1799)[487]
- Anh 4: Sonata na fortepian i flet B-dur (1792)[488].
- Anh 5: Dwie sonatiny fortepianowe:
  - nr 1: Sonatina G-dur (1792)[489];
  - nr 2: Sonatina F-dur (1792)[490].
- Anh 6: Rondo na fortepian w B-dur (1796)[491].
- Anh 7: Koncert na fortepian i orkiestrę D-dur (część pierwsza – Allegro)[492].
- Anh 8: Utwory fortepianowe na 4 ręce:
  - nr 1: Gawot na fortepian na 4 ręce F-dur[493];
  - nr 2: Allegro na fortepian na 4 ręce B-dur[494];
  - nr 3: Marsz żałobny na fortepian na 4 ręce c-moll[495].
- Anh 9: Dziewięć tańców niemieckich na fortepian na 4 ręce:
  - nr 1: Taniec niemiecki na fortepian na 4 ręce C-dur (1815)[496];
  - nr 2: Taniec niemiecki na fortepian na 4 ręce F-dur (1815)[497];
  - nr 3: Taniec niemiecki na fortepian na 4 ręce B-dur (1815)[498];
  - nr 4: Taniec niemiecki na fortepian na 4 ręce G-dur (1815)[499];
  - nr 5: Taniec niemiecki na fortepian na 4 ręce Es-dur (1815)[500];
  - nr 6: Taniec niemiecki na fortepian na 4 ręce C-dur (1815)[501];
  - nr 7: Taniec niemiecki na fortepian na 4 ręce D-dur (1815)[502];
  - nr 8: Taniec niemiecki na fortepian na 4 ręce G-dur (1815)[503];
  - nr 9: Taniec niemiecki na fortepian na 4 ręce C-dur (1815)[504].
- Anh 10: Osiem wariacji fortepianowych na temat pieśni "Gestern abend war Vetter Michael da" lub "Ich habe ein kleines Huettchen nur" B-dur (1795)[505].
- Anh 11: Marsz na fortepian F-dur "Alexandermarsch" do baletu Duporta "Der blode Ritter"[506].
- Anh 12: Marsz na fortepian C-dur "Pariser Einzugsmarsch"[507].
- Anh 13: Marsz żałobny na fortepian f-moll "Trauermarsch"[508].
- Anh 14: Sześć walców na fortepian:
  - nr 1: Walc na fortepian As-dur "Sehnsuchtwalzer"[509];
  - nr 2: Walc na fortepian F-dur "Schmerzenwalzer"[510];
  - nr 3: Walc na fortepian Es-dur "Hoffnungswalzer"[511];
  - nr 4: Walc na fortepian A-dur "Geisterwalzer"[512];
  - nr 5: Walc na fortepian F-dur[513];
  - nr 6: Walc na fortepian D-dur[514].
- Anh 15: Walc na fortepian F-dur "Glaube, Liebe, und Hoffnung" "Farewell to the Piano"[515].
- Anh 16: Cztery walce na fortepian:
  - nr 1: Walc na fortepian C-dur "Jubelwalzer"[516];
  - nr 2: Walc na fortepian B-dur "Gertruds Traumwalzer"[517];
  - nr 3: Walc na fortepian B-dur "Sonnenscheinwalzer"[518];
  - nr 4: Walc na fortepian As-dur "Mondscheinwalzer"[519].
- Anh 17: Wstęp i walc na fortepian F-dur (Klavierstück)[520].
- Anh 18: Pieśń na głos i fortepian As-dur "An Sie" lub "Nachruf"[521].

#### Wybrane dzieła z numeracją Hessa (H)
Prace te mają numery, które zostały przypisane przez Willy Hessa. Wiele prac w katalogu Hessa ma również numery WoO; te wpisy nie są tutaj wymienione.
- H 12: Koncert na obój i orkiestrę F-dur (1793). (Zaginął. Jest tylko dedykacja i szkic części 2.)
- H 13: Romans na fortepian, flet, fagot i orkiestrę e-moll (1786). (Jest to być może wolny fragment większego dzieła.)
- H 15: Koncert fortepianowy nr 6 D-dur (1815). (Niedokończone.)
- H 19: Kwintet na rogi, obój i fagot Es-dur (1786). (Fragment)
- H 28: Część na trio smyczkowe As-dur (1797). (Druga wersja trio dla opus 9 nr 1.)
- H 29: Preludium i fuga na kwartet smyczkowy e-moll (1795).
- H 30: Preludium i fuga na kwartet smyczkowy F-dur (1795).
- H 31: Preludium i fuga na kwartet smyczkowy C-dur (1795).
- H 33: Menuet na kwartet smyczkowy As-dur (1792). (Pierwsza wersja kwartetu Opus 14 nr 1.)
- H 34: Kwartet smyczkowy F-dur (1802).
- H 36: Fuga na kwartet smyczkowy na motywie uwertury Handle "Solomon" (1798).
- H 38: Fuga na kwintet smyczkowy b-moll (1902). (Aranżacja utworu Bacha.) ⇒
- H 39: Kwintet smyczkowy F-dur (Znany tylko z pism pośmiertnych.)
- H 40: Część na kwintet smyczkowy d-moll (1817). (Być może miało to być preludium do [Fuga (muzyka)|fugi].)
- H 46: Sonata na skrzypce i fortepian A-dur (1792). (Fragment.)
- H 48: Allegretto na fortepian, skrzypce i wiolonczelę Es-dur (1792).
- H 64: [Fuga (muzyka)|Fuga] na fortepian C-dur (1795).
- H 65: Fragment koncertu na fortepian solo C-dur (1821). (z III koncertu fortepianowego Opus 37.)
- H 68: Austriacki taniec ludowy (Lendler) na fortepian c-moll (1803). ⇒
- H 69: Bagatela na fortepian c-moll (1794).
- H 87: Marsz na fortepian "Grenadiermarsch" (1798). (Marsz na 6 instrumentów dętych WoO 29 zaaranżowany na fortepian. Aranżowany również Hess 107.)
- H 88: Menuet na fortepian As-dur (1792). (Patrz również: Opus 14 nr 1 i Hess 33)
- H 89: Muzyka do baletu na koniu "Ritterballet" (1791). (Aranżacja fortepianowa WoO 1.)
- H 90: Muzyka baletowa na fortepian "Twory Prometeusza" (1801). (Aranżacja fortepianowa Opus 43).
- H 91: Pieśń na sopran, chór i fortepian "Opferlied" "Ogień płonie" (1825). (Aranżacja Opus 121b. Patrz również: WoO 126 i Hess 145)
- H 92: Federalna piosenka na sopran, chór i fortepian (1825). (Aranżacja fortepianowa Opus 122.)
- H 93: Pieśń A-dur "Freudvoll und Leidvoll" (1810). (Patrz również: Opus 84.)
- H 97: Aranżacja fortepianowa pieśni "Wellingtons Sieg, oder die Schlacht bei Vittoria" "Zwycięstwo Wellingtona" (1816). (Patrz: Opus 91 i Hess 108)
- H 99: Marsz wojskowy na fortepian F-dur ""Yorck’cher Marsch (1810). (Aranżacja fortepianowa WoO 18.)
- H 107: Marsz grenadierów na zegar mechaniczny F-dur "Grenadiermarsch" (1798). (Aranżacja WoO 29.)
- H 108: "Wellingtons Sieg, oder die Schlacht bei Vittoria" "Zwycięstwo Wellingtona" (1813). (Aranżacja na Panharmonikon. Patrz: Opus 91 i Hess 97.)
- H 115: Muzyka do dramatu na orkiestrę, chór i głosy solo "Vesta's Feuer" (1803). (Fragment pierwszej sceny opery.)
- H 118: Uwertura C-dur "Poświęcenie domu" (1812). (Hess 118 zawiera: Opus 124, Opus 114, WoO 98 i fragmenty Opus 113.)
- H 133: Pieśń ludowa na głos i trio fortepianowe "Das liebe Kätzchen" (Austriacka) "Unsa Kaz had Kazln g’habt" (1820).
- H 134: Pieśń na głos i trio fortepianowe "Der Knabe auf dem Berge" (Austrian); "Duart ob’n af’m Beargerl gu gu" (1820).
- H 137: Pieśń "Ich wiege dich in meinem Arm" (1795). (Zagineło.)
- H 139: Pieśń "Minnesold von Burger, in Tönen an Amenda ausbezahlt" (1799). (Zagineło.)
- H 143: Pieśń "An die Freude" (1799). (Zagineło.)
- H 297: Adagio na trzy rogi F-dur (1815).
- H 300: Szkic do kanonu instrumentalnego "Liebe mich, werter Weissenbach" (1820). (Zrekonstruowane.)
- H 301: Szkic do kanonu instrumentalnego "Wähner, es ist kein Wahn" (1820). (Nieskończone.)

#### Wybrane dzieła z numeracją Biamonti (Bia.)
Katalog Giovanniego Biamonti zawiera wykaz 849 prac Beethovena. Wiele prac w tym katalogu ma również numery WoO lub Hessa. Są też tam również mniej istotne prace (na przykład: ćwiczenia zadawane uczniom).
- Bia. 454: Uwertura do opery Makbet (1810). (Na podstawie szkiców. Nieskończone.)